# Junkers Ju 87
Le Junkers Ju 87 est le plus connu des bombardiers en piqué de la Luftwaffe employé durant la Seconde Guerre mondiale. En allemand, « bombardier en piqué » se traduit par Sturzkampfflugzeug, composé de trois mots : « Sturz » (chute), « Kampf » (combat) et « Flugzeug » (avion) — soit littéralement « avion de combat en piqué ». En abrégé, le mot donne « Stuka », terme qui fut depuis presque invariablement associé au Ju 87, bien que les Stukas soient une catégorie d'avions, et non un terme désignant un unique modèle.
L'intervention de l'Allemagne dans la guerre civile espagnole allait permettre d'évaluer l'avion, avec les autres appareils de la Légion Condor, dans un contexte opérationnel réel. Le chef de la légion, le colonel von Richthofen, qui s'était opposé quelques années plus tôt à la réalisation du Stuka, fut si impressionné par sa précision qu'il alla jusqu'à réclamer davantage d'appareils. L'avion sera ensuite utilisé du premier au dernier jour de la Seconde Guerre mondiale sur tous les fronts où la Luftwaffe fut engagée. D'autres pays alliés de l'Allemagne utiliseront également cet appareil. Environ 5 700 Ju 87 furent produits par la firme aéronautique Junkers.

## Genèse
L'idée du bombardier en piqué vient des militaires américains dans les années 1920. Conscients de la montée en puissance de la marine japonaise dans le Pacifique, ils préconisent l'emploi d'attaques de précision pour frapper une cible mobile (tel un navire) plus efficacement que ne le ferait un bombardier classique en vol horizontal. La tactique est indéniablement calquée sur celle du rapace fonçant sur sa proie : frapper vite et fort en ne laissant aucune chance à la cible. Jusque dans les années 1930, des essais et des meetings ont lieu avec succès, ce qui n'échappe pas aux observateurs japonais et allemands. Dès lors, ces deux nations vont s'efforcer de développer leur propre bombardier en piqué ,.
Les obstacles sont pourtant nombreux : lors du piqué, la machine doit supporter des contraintes aérodynamiques élevées, tout comme le pilote qui doit encaisser des « g », notamment lors de la ressource juste après le largage de la bombe.

### Conception
En janvier 1930, le RLM lança un appel d'offres pour la conception d'un bombardier en piqué. Répondent présentes les firmes Arado avec son Ar 81, Heinkel avec son He 118, Blom & Voss avec le Ha 137 et Junkers avec le Ju 87 qui possède déjà de l'avance sur l'appel d'offres. Conçu sous l'initiative d'Hermann Pohlmann (en) en 1933 (déjà cofondateur du K 47 (en)), le premier prototype du Ju 87 V1 effectua son vol inaugural à l'automne 1935, propulsé par un moteur Rolls-Royce Kestrel de 640 ch. Il était entièrement métallique, avec une aile en « W » et possédait une dérive double. Point négatif toutefois, la stabilité du V1 était médiocre et le prototype sera détruit au cours des essais près de Dresde le 21 janvier 1936 en raison de la difficulté à le maîtriser dans les évolutions en lacets.

### Mise au point
Le deuxième prototype V2, immatriculé D-UHUH, reçoit une dérive simple et est également doté de plans rapportés à l'intrados, à l'extérieur des pantalons de roues. Ces plans pouvaient pivoter de 90 degrés et constituer de cette façon d'excellents aérofreins, limitant sa vitesse en plongée à environ 600 km/h. La bombe était fixée à un cadre rectangulaire spécial articulé sous le ventre de l'avion, juste à l'arrière du radiateur. Au cours du piqué, ce cadre basculait vers l'avant, afin que la trajectoire de la bombe évite le cercle de l'hélice. Enfin, son moteur était à présent un Jumo 210 de fabrication allemande et développant 610 ch.
Le V2 participe avec ses trois concurrents aux essais à Rechlin en mars 1936. Très vite, l'Ar 81 de configuration biplan s'avéra obsolète par rapport aux standards de la guerre moderne et le He 118 était davantage un chasseur qu'un bombardier en piqué, et ses performances dans ce domaine déçoivent. Le Ha 137 et le Ju 87 sont au contraire massifs et peu esthétiques, mais solidement bâtis et offrent tous deux la même configuration d'aile en « w ». De prime abord similaire, le Ha 137 n'offre pourtant pas de poste de mitrailleur arrière de protection, comme le spécifiait le cahier des charges, à l'inverse du Ju 87 qui, lui, se conforme aux spécifications requises. On apprécie également sa robustesse et son agilité malgré ses formes ramassées, la bonne ergonomie du poste de pilotage et surtout sa capacité à piquer presque à la verticale. Le Ju 87 V2 finit donc par convaincre et est déclaré vainqueur.
Un troisième prototype fut testé le même mois avec un Jumo 210 Da de 680 ch. La dérive avait été agrandie et la canopée quelque peu modifiée. L'appareil avait une envergure de 14 mètres et pouvait atteindre une vitesse maximale de 320 km/h à une altitude de 4 000 m. L'armement comprenait une mitrailleuse fixe dans l'aile droite en plus de celle à l'arrière du poste de pilotage. Il fut tenu en réserve pendant que le V2 concourait face à ses adversaires.
Le quatrième prototype possédait un meilleur aérodynamisme du bâti-moteur à la queue, ainsi qu'une verrière revisitée. Il donnera naissance à la série A « Anton » dont dix avions de pré-production nommés A-01 à A-11 sont construits durant l'été 1936 (voir série Anton).
Prototypes :
- Ju 87 V1 : W.Nr 4921 - testé le 17 septembre 1935
- Ju 87 V2 : W.Nr 4922 - testé le 25 février 1936
- Ju 87 V3 : W.Nr 4923 - testé le 27 mars 1936
- Ju 87 V4 : W.Nr 4924 - testé le 20 juin 1936

### Particularités
Outre la forme particulière de ses ailes en « W », ce bombardier monomoteur se caractérisait par des éléments disproportionnés, comme le radiateur sous le nez et le train d'atterrissage principal fixe.
Malgré sa taille, le Ju 87 était souple aux commandes mais la masse du moteur requérait de solliciter les freins en douceur en fin d'atterrissage. Si le pilote freinait trop brusquement, l'avion avait tendance à se mettre en pylône. Un système innovant de redressement automatique équipait également l'appareil, afin de le récupérer systématiquement après l'attaque en piqué. L'équipage évitait ainsi le crash si le pilote devait perdre connaissance au moment de la ressource (apparition d'un voile noir).
Le terme Stuka désigne en allemand tout appareil de bombardement en piqué. Cependant, la légende du Ju 87 et son exclusivité dans ce rôle au sein de la Luftwaffe lors de la Seconde Guerre mondiale eut comme conséquence que ce nom lui soit maintenant spécifiquement (mais non exclusivement) attribué.

### Les sirènes du Ju 87

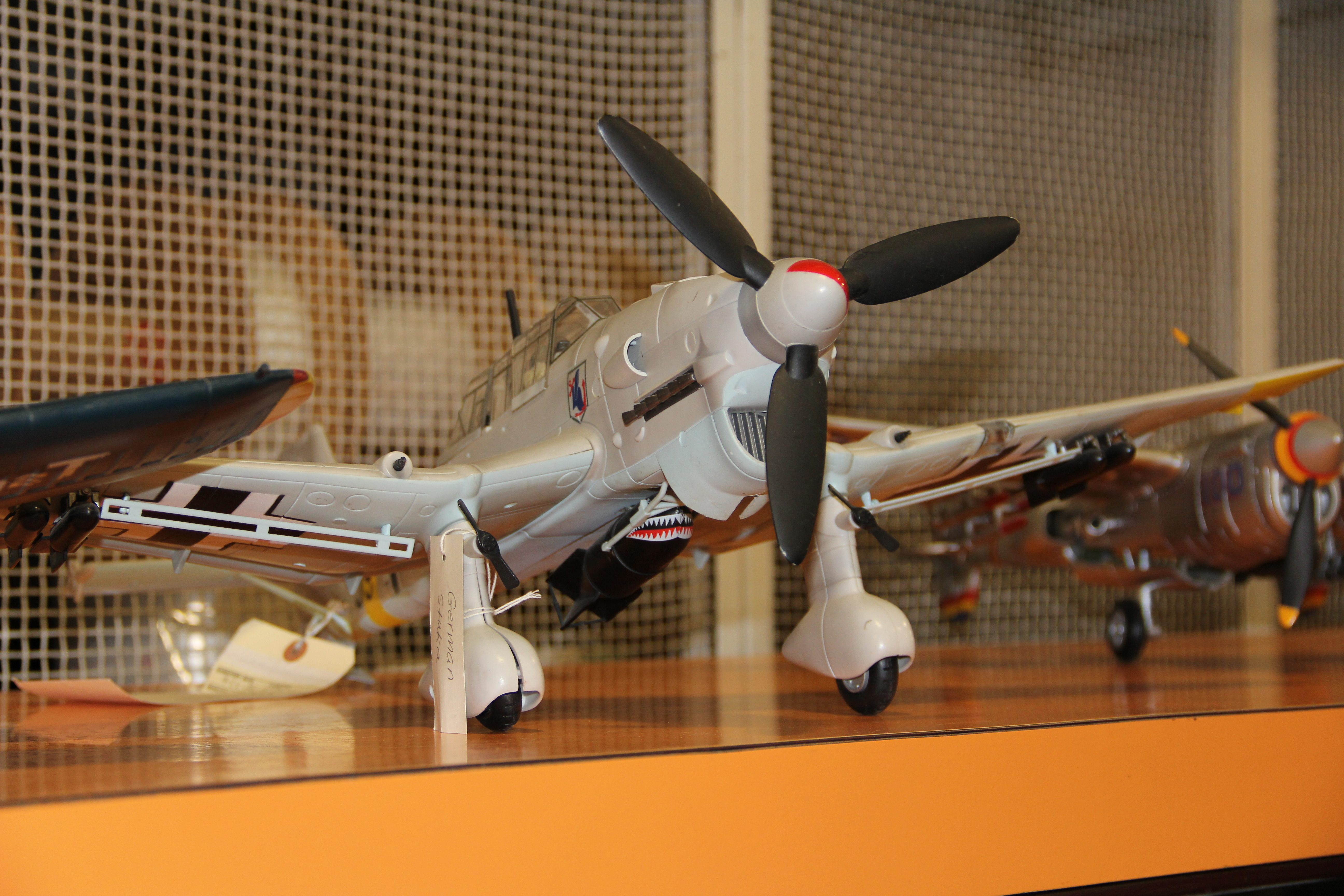
Ce modèle réduit d'un Ju 87B montre les petites hélices noires (au niveau de l'emplanture de chaque jambe de train) qui actionnaient des sirènes en tournant avec le vent relatif.

Également appelée « trompette de Jéricho », la sirène mécanique était fixée sur chaque train d'atterrissage, voire sur un seul. Elle possédait une petite hélice qui, en tournant, produisait un son strident lors des attaques en piqué qui s'amplifiait proportionnellement à la vitesse de l'air s'écoulant autour de l'avion. Le pilote pouvait l'activer à l'aide d'une commande située à l'intérieur du cockpit. Elle se déconnectait ensuite automatiquement lorsque les freins de piqué se rétractaient.
Ce son aigu, rapidement associé au bombardement en piqué, avait pour objectif de terroriser les populations et démoraliser les militaires à son approche. Il a également parfois été dit qu'elles permettaient au pilote de l'avion de deviner la vitesse atteinte en piqué, celui-ci n'ayant qu'à écouter le son pour le savoir, et pouvant ainsi rester concentré sur son attaque,
,,
,,
.
De nombreuses photos attestent de la présence des sirènes sur certains Ju 87 en France en 1940, mais aussi pendant la campagne des Balkans de 1941, tout comme sur le front russe jusqu'en 1943. Elles furent du reste montées en série à partir de la version B1, à l'exception des premiers appareils livrés, ainsi que sur d'autres, postérieures, jusqu'en 1943. Cependant, les sirènes étaient probablement démontées sur beaucoup de Ju 87 en opération, et ce dès l'année 1940. Elles freinaient en effet un avion déjà assez lent et leur bruit alertait l'ennemi de sa présence. Un capot de protection conique était alors fixé à leur place. Finalement et mis à part au tout début de la guerre, les sirènes furent très peu employées mais le bruit caractéristique qu'elles produisaient demeura associé au Ju 87 dans l'imaginaire.

## Versions

### Ju 87A«Anton»

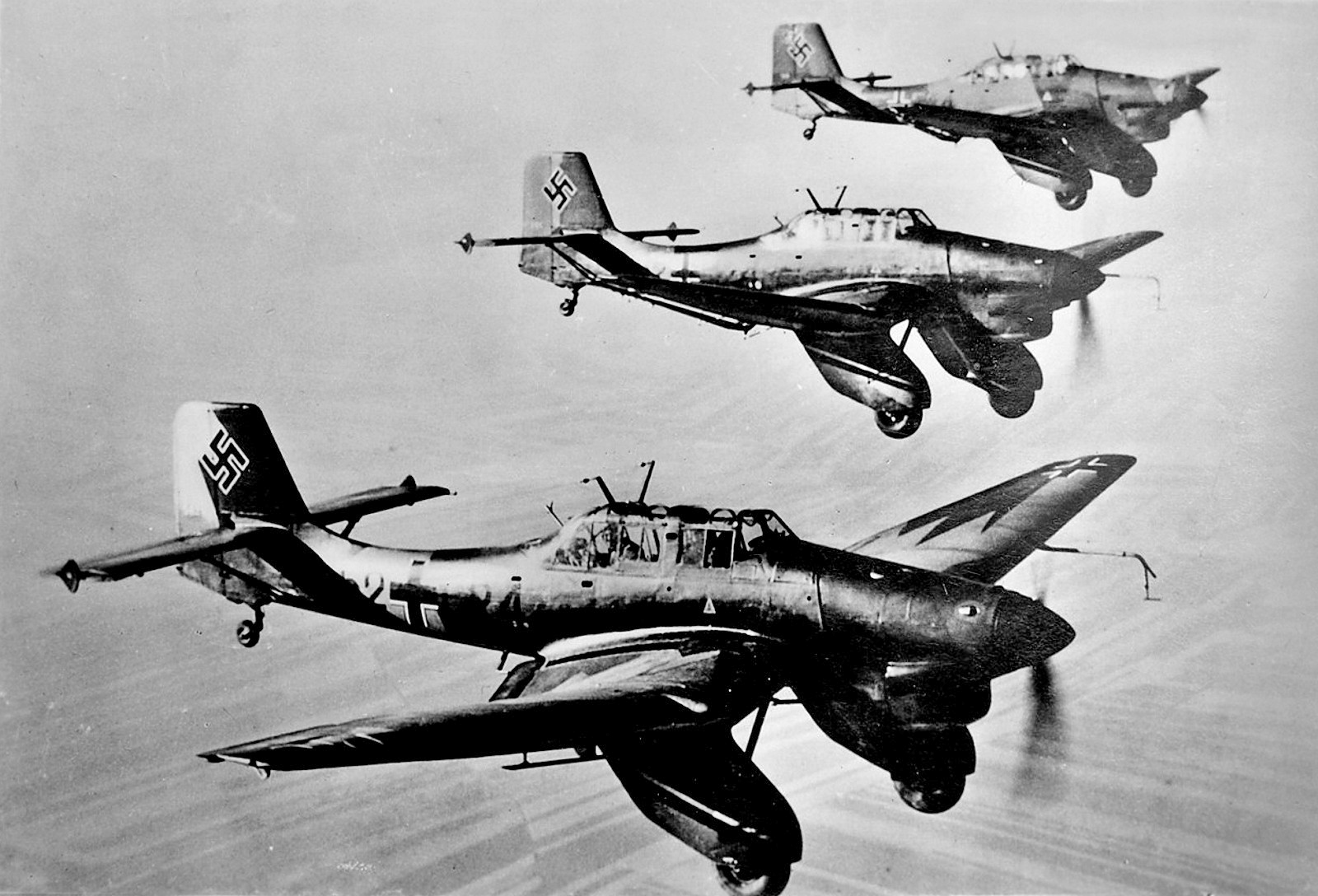
Formation de Ju 87A. Les premiers appareils se caractérisaient par des pantalons de train très volumineux.

La première variante de la série, le Ju 87A-0, était de construction entièrement métallique avec un cockpit fermé. Pour faciliter la production de masse, le bord d'attaque de l'aile avait été redressé. Le pilote pouvait également ajuster l'élévation et compenser sa direction de vol. La queue était reliée aux volets d'atterrissage. Ceux-ci étaient placés entre les ailerons et le fuselage. Le A-0 avait également un capot de moteur plat, ce qui donnait au pilote un bien meilleur champ de vision. Pour pouvoir aplatir le capot du moteur, ce dernier avait été rabaissé de près de 25 cm.
Le ministre de l'aviation allemande avait initialement ordonné la construction de sept A-0, mais il porta ensuite ce chiffre à onze appareils. Au début de l'année 1937, l'A-0 fut testé avec des charges de bombes variées. La puissance du moteur Jumo 210A qui équipait le A-0 se révéla insuffisante et condamnait l'appareil à n'emporter que 500 kg de bombes. C'est pourquoi les futures versions du Ju 87A furent rapidement dotées du Jumo 210Ca de 640 ch.
La deuxième variante de la série, le Ju 87A-1, ne différait que légèrement du A-0. Il possédait deux réservoirs de 220 litres de carburant intégrés dans l'aile intérieure et était armé d'une mitrailleuse MG 17 de 7,9 mm, tirant en chasse dans l'aile droite, ainsi que d'une mitrailleuse MG 15 de même calibre pour la défense arrière. Le premier Ju 87 A-1 quitta les chaînes d'assemblage au début de 1937. Il équipa les Stukageschwader de la Luftwaffe jusqu'au mois de mars 1939. Six exemplaires furent vendus à la Hongrie où ils servirent d'entraînement, et un autre au Japon à des fins d'évaluation.
La troisième variante de la série, le Ju 87A-2, possédait un moteur Jumo 210Da de 720 ch, obtenu avec un compresseur à 2 étages. Hormis quelques détails mineurs, la version A-2 se différenciait extérieurement du A-1 par son hélice à pales agrandies. Le I./St.G 162 reçut les premiers A-2 au cours de l'été 1938 pourvus d'un équipement radio modifié. Cette variante sera retirée des unités de première ligne au premier semestre 1939 pour être reversée ensuite aux écoles de bombardement en piqué.
La production totale de cette version s'éleva à plus de 262 exemplaires.
Variantes de production :
- Ju 87 A-0 : version de pré-production.
- Ju 87 A-1 : version initiale de production.
- Ju 87 A-2 : version de production, équipée d'une amélioration au niveau de l'hélice ainsi que d'un moteur de 720 ch, le Jumo 210Da.

### Ju 87B«Bertha»
La première variante de la série nommée Ju 87 B-0 représentait une version de pré-production dont sept exemplaires furent construits. Sur bien des points, le Bertha différait de l'Anton. La canopée et le fuselage furent redessinés, car la motorisation était désormais un Jumo 211 A-1 de 1 000 ch. On le dota d'un gros radiateur avec persiennes verticales (horizontale sur le Ju87A), soit à ailettes ou d'une seule pièce. Les pantalons de train d'atterrissage furent supprimés au profit d'un capotage plus épuré, et les montants de renforts disparurent. Le cockpit fut revisité avec une verrière coulissante (et non plus basculante) et complété par l'installation d'une véritable tourelle arrière de tir à la place de la simple fente. Le fuselage arrière subit un renforcement ainsi qu'un élargissement de la dérive. La nouvelle motorisation permit l'ajout d'une mitrailleuse MG 17 de 7,92 mm enchâssée dans l'aile gauche (en complément de celle de droite) ainsi que de lance-bombes ETC50 pouvant emporter 2 bombes SC50 de 50 kg sous chaque aile.

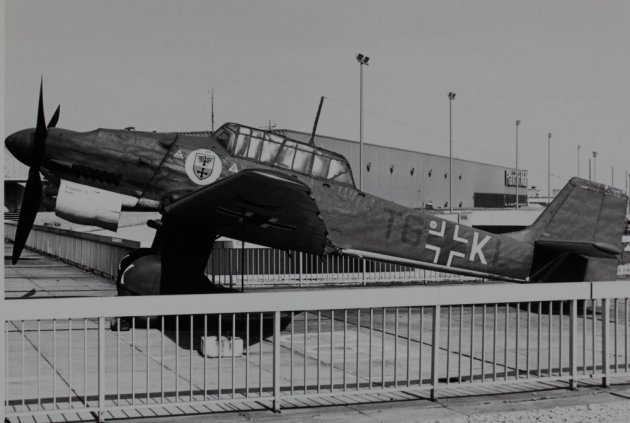
Ju 87B paré de l'écusson des armes de Breslau, insigne de la 3./St.G 2.

Côté performances, l'accroissement important de la puissance du moteur, associé à une finesse aérodynamique améliorée augmentaient considérablement sa vitesse ascensionnelle, au détriment cependant d'une autonomie plus réduite. Un petit nombre, au moins trois, servirent de machines de test pour la conversion du Ju 87 pour de potentielles variantes navales (voir plus bas).
La deuxième variante était le Ju 87B-1 produit en masse et majoritairement utilisé durant les premières campagnes allemandes de la guerre. Quelques petites modifications seront apportées au cours de la fabrication, comme l'ajout de volets de régulation thermique au niveau du radiateur et des carénages sur les pipes d'échappement. C'est aussi à partir de cette variante qu'apparaîtra la fameuse sirène aérodynamique, créant le son si particulier du Ju 87 lorsqu'il plongeait en piqué. Son effet psychologique fut tel que le Ju 87 est encore de nos jours considéré comme étant probablement l'un des avions les plus marquants de l'Histoire.
La troisième variante de la série, le Ju 87B-2, reçut un nouveau moteur Jumo 211Da de 1 200 ch. Il voit l'adoption définitive du radiateur à ailettes et les pipes d'échappement du moteur sont à effet propulsif. Il participa à la campagne de France jusqu'à Stalingrad fin 1942. Des appareils seront également livrés à l'Italie ainsi qu'à d'autres membres de l'Axe : Roumanie, Bulgarie et Hongrie.
La quatrième variante de la série, le Ju 87B-2/U4, possédait un train d'atterrissage à ski. Seuls deux exemplaires furent convertis car les sols enneigés correctement damés ne justifièrent pas finalement l'emploi de Ski.
La cinquième variante de la série, le Ju 87B-2/Trop, représentait une version tropicalisée équipée d'un filtre à sable sur la prise d'air du compresseur. Cette version volera en Afrique du Nord par Afrika Korps et au sein de la Regia Aeronautica italienne.
Le Bertha fut construit à plus de 922 exemplaires.
Variantes de production :
- Ju 87B-0 : version de pré-production.
- Ju 87B-1 : version initiale de production de masse.
- Ju 87B-2 : version de production, équipée d'un nouveau moteur ainsi que d'autres améliorations.
- Ju 87B-2/U4 : version à train d'atterrissage à ski.
- Ju 87B-2/Trop : version tropicalisée, utilisée en Afrique du Nord.

### Ju 87R«Reichweitenausführung»

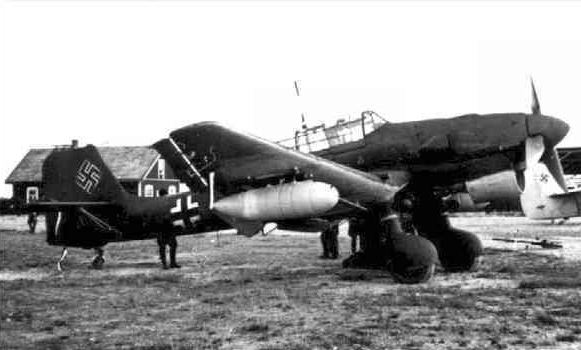
Un Junkers Ju 87R avec ses réservoirs supplémentaires.

Version à long rayon d'action dérivée du Ju 87B, cette variante n'emportait qu'une bombe sur sa seule fourche ventrale et l'absence d'armement sous les ailes permit en contrepartie l'emport de deux réservoirs de carburant type D de 300 litres largables en vol. Les ailes contenaient également des réservoirs de 150 litres chacun dans leur structure. Avec le plein de carburant, l'autonomie de l'appareil pouvait atteindre les 1 400 km, idéale pour opérer sur de vastes zones.
La première variante de la série, le Ju 87R-1, correspondait avec celle du Ju 87B-1. Des modifications furent effectuées dans le fuselage, afin de pouvoir contenir un réservoir d'huile supplémentaire.
La deuxième variante de la série, le Ju 87R-2, était la variante du Ju 87B-2. L'avion avait été renforcé, afin de supporter des plongées de 600 km/h. Ainsi plus lourd, son autonomie se retrouva abaissée à 1 255 km.
La troisième variante de la série, le Ju 87R-3 reçut un équipement radio plus performant. Cette caractéristique associée à une grande autonomie lui permit d'effectuer des remorquages de planeur sur des fronts étendus comme la Méditerranée et la Russie.
La quatrième variante de la série, le Ju 87R-4, est spécifiquement conçu et équipé en production pour le climat chaud et sec du désert. Sa principale différence résidait dans son nouveau moteur Jumo 211J.
Au total, le Ju 87R fut fabriqué à 972 exemplaires.
Variantes de production :
- Ju 87R-1 : version de production initiale, basée sur le Ju 87B-1 ;
- Ju 87R-2 : version de production basée sur le Ju 87B-2 ;
- Ju 87R-3 : sous-variante souvent assignée au remorquage de planeurs ;
- Ju 87R-4 : version de production tropicalisée.

### Ju 87C«Cäsar»

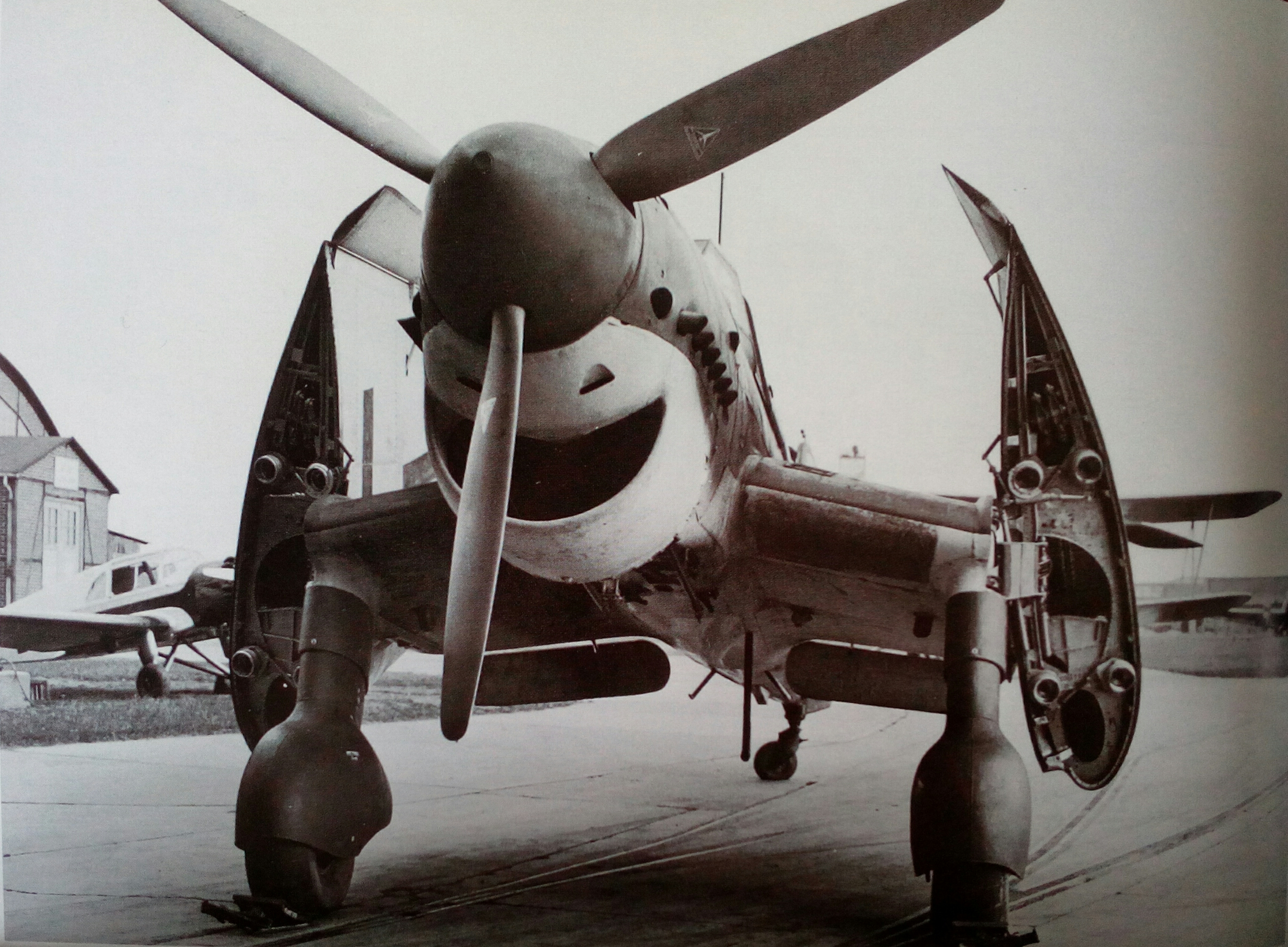
Cliché d'un Ju 87C dévoilant le mécanisme du repliage des ailes.

Le Ju 87C représentait un dérivé du Ju 87B conçu en tant que bombardier-torpilleur pour un emploi depuis le porte-avions Graf Zeppelin. Doté d'ailes repliables manuellement et d'une crosse d'appontage, l'avion voit son train renforcé et muni de boulons explosifs en cas d'amerrissage forcé. Des équipements de survie pour le pilote et un système de flottaison étaient également prévus. Deux Ju 87B-1 serviront pour être transformés en prototypes navalisés, tandis que cinq appareils de série furent prélevés à partir de Ju 87B-2.
Ces appareils nommés Ju 87C-1 disposaient de réservoirs supplémentaires et le système de repliage des ailes se faisait électriquement. Après l'abandon du Graf Zeppelin, les cinq appareils remis aux normes B-2 serviront de banc d'essais pour l'armement, le catapultage et la flottaison.
Variantes de production :
- Ju 87C-1 : unique version de production construite à 5 exemplaires (sur une commande initiale de 170)[36].

### Ju 87D«Dora»
La première variante de la série, dénommée Ju 87D-1, subit d'importantes modifications, donnant à l'avion sa silhouette définitive. La propulsion était désormais assurée par un Jumo 211J-1 de 1 400 ch dont le bloc moteur et le capot redessinèrent entièrement l'aérodynamique avant. La prise d'air supérieure disparut et les radiateurs à eau furent décalés sous les ailes de part et d'autre de la charge offensive ventrale (comme sur le Me 109). La verrière subit un lifting complet et les haubans de soutien des gouvernes de profondeur furent redessinés. Une fourche de largage entièrement revue permettait l'emport de charge militaire plus importante (1 800 kg) et plus diversifiée. L'armement défensif possédait désormais deux armes jumelées MG 81Z de 7,9 mm, procurant à l'appareil une bien meilleure protection arrière.

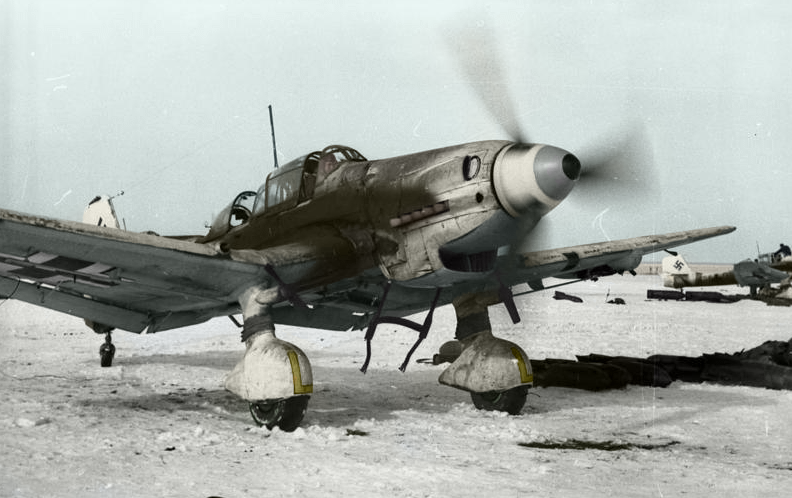
Ju 87D sur le front soviétique, hiver 1943. Les lignes plus épurées du radiateur contrastent avec celles du Bertha.

Construits de janvier à mai 1942, les appareils de début de série possédaient un train d'atterrissage principal identique au Ju 87B-2 car les nouveaux atterrisseurs du D-1 souffraient de défauts. Une fois corrigés, la fin de série reçut un nouveau train affiné et à l'amortisseur modifié. Les sirènes aérodynamiques étaient désormais généralisées au nombre de deux en raison d'une à chaque jambe de train. La sous-version tropicalisée Ju 87D-1/Trop possédait un filtre à sable sur la prise d'air du compresseur pour les missions en Afrique.
La seconde variante Ju 87D-2 sera les derniers lots de série du D-1 destinée au remorquage de planeurs. Le fuselage et la queue furent renforcés auxquels on rajouta un crochet de remorquage sous la dérive.
La troisième variante de la série, le Ju 87D-3 voit son blindage renforcé à tous les niveaux, afin de servir davantage comme appareil d'attaque au sol. S'il conserve ses aérofreins, les sirènes en revanche commencèrent à disparaître après le début de la production. Il arriva en opération en mai 1942 tandis que quelques dizaines d'exemplaires furent vendus à la Roumanie et à la Hongrie. Une sous-version D-3Ag portait deux nacelles largables sur le dessus des ailes pour le transport d'espions, mais l'expérience restera sans suite. Le Ju 87D-3/Trop représentait la sous-version tropicalisée.
La Ju 87D-4 était une tentative de bombardier-torpilleur mais dont les essais se révéleront peu concluants en raison d'une masse trop élevée.
Cinquième variante, le Ju 87D-5 disposait d'une aile plus grande, soit près de 15 m, afin d'abaisser la charge alaire. L'armement en chasse comprenait deux canons Mauser MG 151 de 20 mm en lieu et place des traditionnelles MG 17. Le D-5 sera mis en service à l'été 1943 durant la bataille de Koursk.
Le D-6 représentait une version destinée à former les pilotes mais fabriqué en nombre limité en raison de la pénurie de matières premières.
Les versions Ju 87D-7 et D-8 étaient destinées au harcèlement nocturne. Elles était dérivées respectivement des Ju 87D-3 et D-5 et pourvues d'un moteur Jumo 211P de 1 500 ch équipé de cache-flammes sur les pipes d'échappement.
Le Dora fut de loin la variante la plus produite du Ju 87 et s'éleva à plus de 3 639 exemplaires.
Variantes de production :
- Ju 87D-1 : version de production initiale.
- Ju 87D-2 : version destinée au remorquage de planeurs.
- Ju 87D-3 : version au blindage renforcé.
- Ju 87D-4 : version d'essai de bombardier-torpilleur.
- Ju 87D-5 : version d'attaque au sol.
- Ju 87D-6 : version d'écolage.
- Ju 87D-7 : version de harcèlement nocturne dérivée du Ju 87D-3.
- Ju 87D-8 : version de harcèlement nocturne dérivée du Ju 87D-5.

### Ju 87G«Gustav»

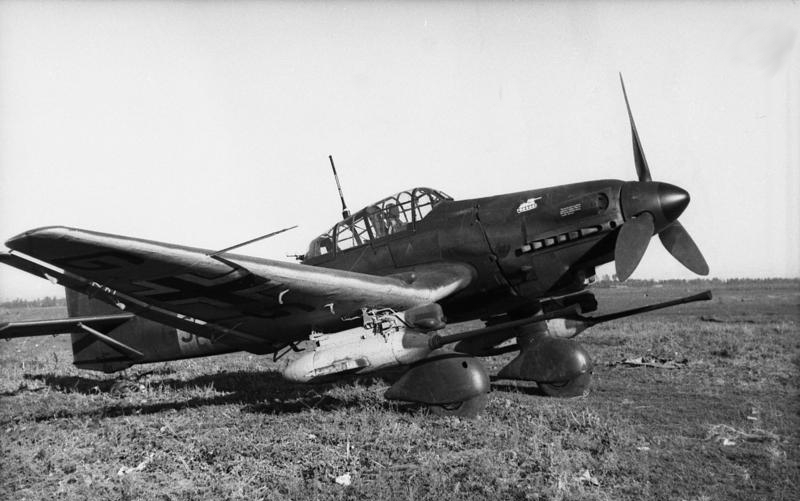
Un Junkers Ju 87G-1 avec deux canons FlaK 18 de 37 mm stationné sur un aérodrome en Union soviétique.

L'amélioration des chars soviétiques poussa Junkers à créer un avion anti-chars. Quelques essais avec le Ju 88 et un canon de 75 mm furent rapidement abandonnés et on se rattrapa sur le Ju 87. Ainsi naquit le Ju 87G-0, dérivé du Ju 87D et armé de deux canons BK3,7 de 37 mm, eux-mêmes dérivés du canon antiaérien FlaK 18 de calibre identique. Ils étaient fixés en gondole sous les ailes, une mitrailleuse MG 17 étant parfois conservée, afin d'assurer la visée du tir. Ainsi équipé, l'avion fut surnommé « Kanonenvogel » (« oiseau-canon ») et parmi les autres modifications, on peut noter l'amélioration du blindage ainsi que la suppression du lance-bombes ventral et des freins de piqué devenus désormais inutiles. Les canons pouvaient cependant être démontés pour être remplacés par des lance-bombes ETC50, permettant à l'avion d'emporter jusqu'à quatre bombes de 50 kg.
Les munitions de 37 mm étaient en tungstène, afin de percer le blindage des chars. Les canons pouvaient également utiliser des munitions ordinaires de FlaK 18 pour les objectifs plus légers. Les premiers essais ne furent pas particulièrement brillants car les performances générales de l'avion étaient amoindries sous la masse des deux canons, le rendant d'autant plus vulnérable à la DCA ennemie. Mais la précision du tir de quelques dizaines de centimètres seulement permettait de détruire tout type de char en visant de préférence les points névralgiques du blindé. Par conséquent, l'idée fut d'utiliser l'appareil en plein champ de bataille, c'est-à-dire au moment où les batteries anti-aériennes ne sont pas établies à un endroit précis en permanence. Dans le cas où la DCA serait tout de même présente, il fut convenu d'avance que les Gustav opéreraient de concert avec des Ju 87 conventionnels armés de bombes pour les neutraliser.
En février 1943, plusieurs Ju 87D-3 sont transformés en Ju 87G-1 et expérimentés par le Panzerjagdkommando Weiss commandé par Otto Weiss,. Les essais concluants amènent à une nouvelle série de conversion de D-3 en G-1, puis des Ju 87D-5 sont à leur tour modifiés pour devenir des G-2.
Variantes de production :
- Ju 87G-0 : version d'étude.
- Ju 87G-1 : version anti-char dérivée du Ju 87D-3.
- Ju 87G-2 : version anti-char dérivée du Ju 87D-5.

### Autres variantes
- Ju 87H : version désarmée, destinée à l'entraînement et dérivée du Ju 87D. Cockpit de l'instructeur avec double commande à la place du mitrailleur arrière.
- Ju 87K : qualification des versions destinées à l'export (Italie)[50].

### Projets abandonnés
- Ju 87D-1/To : version navale torpilleur.
- Ju 87E-1 : version navale disposant de fusées à poudre d'assistance au décollage court.
- Ju 87F : version améliorée du Dora : moteur Jumo 213A plus puissant, ailes et roues plus grandes ; rejeté pour causes de performances insuffisantes.
- Ju 187 : train rentrant, voilure simplifiée, armements internes et externes plus lourds, tourelle télécommandée à l'arrière, nez plongeant, dérive pointant vers le bas, moteur similaire à la version « F » ; également rejeté pour performances insuffisantes.
- Ju 287 : proche du Ju 187, avec une aile droite à la place de la célèbre forme en « W », aérofreins intégrés aux surfaces mobiles de bord de fuite, charge offensive uniquement sous les ailes, et le plus original, unique dans l'histoire de l'aviation, une dérive pivotante pour dégager le champ de tir du mitrailleur arrière. Rejeté pour les mêmes raisons que la version précédente, la désignation Ju 287 étant même réattribuée à un autre avion Junkers[51].

## Principaux groupes de Ju 87 Stuka
Les premières unités étaient désignées sous un numéro à trois chiffres (St.G 160, St.G 162, St.G 168…). Le premier chiffre faisait référence à l'ancienneté de l'unité ; le deuxième au type de l'unité (6 pour le bombardement en piqué) ; enfin le troisième à l'identité de la zone de commandement (2 pour Berlin par exemple). Après l'Espagne, ce système sera simplifié en fonction des Luftflotten (ou flottes aériennes) existantes. Ainsi, on assigna respectivement aux Luftflotten 1, 2, 3 et 4, les escadres 1 à 25, 26 à 50, 57 à 75 et 76 à 100. Ainsi naquirent des embryons de St.G 1, St.G 2, St.G 26, St.G 51 et St.G 76. Mais les différentes permutations en cascade obligèrent constamment les différents unités à changer de numéro.
Finalement, parmi toutes les Sturzkampfgeschwader qui virent le jour, seules quatre parviendront à une dotation complète de trois groupes : la St.G 1, la St.G 2 « Immelmann », la St.G 3 et la St.G 77. Cependant, l'évolution permanente du conflit empêchera la Luftwaffe d'utiliser ces quatre escadres au complet en même temps jusqu'en juin 1943, soit quatre mois avant la dissolution de ce type d'unité !
 À la mi-1939
- I./St.G 1

Insigne de la St.G 1.

Ecu des chevaliers teutoniques, état-major du St.G 2 Immelmann.

Aigle impérial du Stab/St.G 77.

- I./St.G 2, II./St.G 2, III./St.G 2
- III./St.G 51
- I./St.G 76
- I./St.G 77, II./St.G 77
- IV./LG 1 (groupe d'entraînement)
- I./Tr.Gr. 186 (groupe aéronavale)

Début juillet 1940
- I./St.G 1, II./St.G 1 (ex, III./St.G 51), III./St.G 1 (ex I./Tr.Gr. 186)
- I./St.G 2, II./St.G 2, III./St.G 2
- I./St.G 3 (ex I./St.G 76)
- I./St.G 77, II./St.G 77, III./St.G 77 (ex II./KG 76, un groupe de bombardement)
- IV./LG 1 (groupe d'entraînement)

En janvier 1942
- II./St.G 1, III./St.G 1
- I./St.G 2, II./St.G 2 (nouvellement formé), III./St.G 2
- I./St.G 3, II./St.G 3 (ex I./St.G 1), III./St.G 3 (ex II./St.G 2)
- I./St.G 5 (ex IV./LG 1)
- I./St.G 77, II./St.G 77, III./St.G 77

En juin 1943
- I./St.G 1 (ex I./St.G 5), II./St.G 1, III./St.G 1
- I./St.G 2, II./St.G 2, III./St.G 2
- I./St.G 3, II./St.G 3, III./St.G 3
- I./St.G 77, II./St.G 77, III./St.G 77

Notes : bien qu'il soit un groupe d'entraînement, le IV./LG 1 fut utilisé comme un groupe pleinement opérationnel. Le I./Tr.Gr. 186 quant à lui devait être affecté sur le porte-avions Graf Zeppelin alors en construction (Tr.Gr. signifiant Trägergeschwader, ou escadre embarquée sur porte-avions). Son abandon permit l'emploi du groupe à partir de bases terrestres aux côtés des autres unités de Stuka. À noter également qu'à leurs débuts, ces unités employaient également le Do 17, faute de Ju 87 suffisamment disponibles.

## Engagements

### Guerre civile espagnole

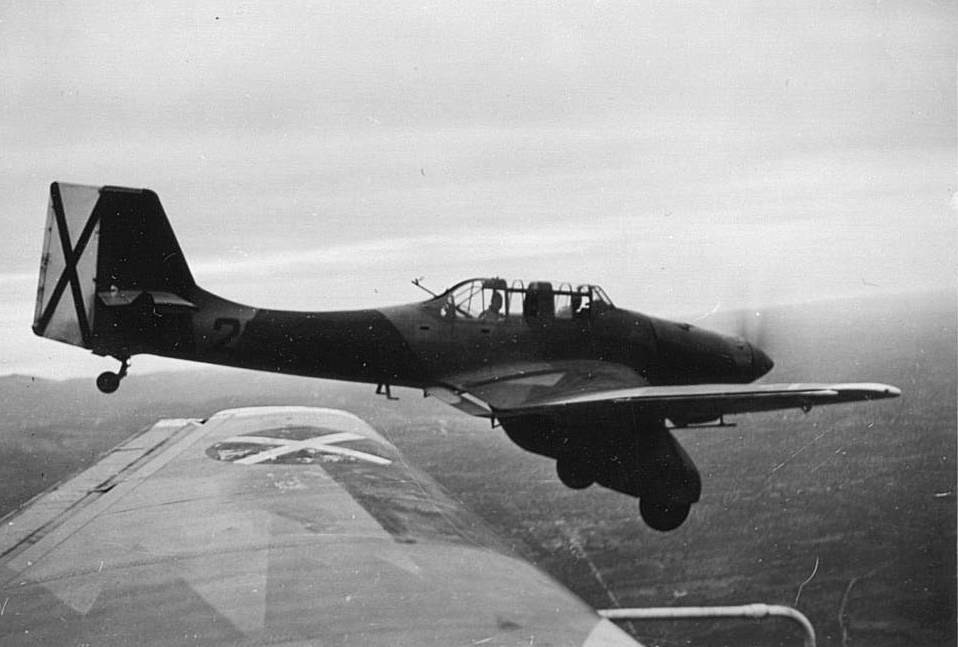
Ju 87A en Espagne portant les marques de la Légion Condor.

Parmi les nombreux modèles d'avions allemands qui firent partie de la Légion Condor, un seul Ju 87 A-0 (le prototype V4) participa aux combats au début de la guerre. L'avion avait été secrètement chargé sur le navire Usaramo qui quitta le port de Hambourg dans la nuit du 1er août 1936, arrivant à Cadix cinq jours plus tard. La seule information connue relative à sa carrière de combat en Espagne est qu'il fut piloté par l'Unteroffizier Hermann Beuer avec comme radio-mitrailleur un certain Zitzewitz. Il prit part à l'offensive nationaliste contre Bilbao en 1937 et l'avion retourna vraisemblablement en Allemagne en toute discrétion.
En janvier 1938, trois Ju 87 version A-1 supplémentaires prélevés de la LG 1 arrivèrent en Espagne. Ces avions soutinrent les forces nationalistes et effectuèrent des missions contre des ponts, un tunnel, des bâtiments fortifiés, des voies ferroviaires et des nœuds routiers jusqu'à leur retour en Allemagne en octobre 1938. Davantage employés comme bombardiers légers qu'en appui tactique, ils se feront peu remarquer, mais plusieurs problèmes (faible puissance, faible emport de charge) se révélèrent évidents et durent en partie être corrigés.
Les A-1 furent ensuite remplacés par cinq Ju 87 B-1 qui outre des ponts, s'attaquèrent à des navires au mouillage. Un Ju 87 B-1 semble-t-il fut abattu par la DCA mais l'épave sera récupérée et ramenée en Allemagne. La guerre touchant à sa fin, les Stukas trouvèrent peu à faire et furent utilisés pour soutenir les Heinkel He 111 qui attaquaient les positions républicaines. Comme avec le Ju 87 A-0, les B-1 retournèrent ensuite discrètement en Allemagne et aucun ne sera cédé aux forces aériennes de Franco.
L'expérience de la guerre civile espagnole se révéla inestimable : les équipes avaient perfectionné leurs compétences et leur équipement évalué en conditions de combat réelles. Cependant jusqu'ici, le Ju 87 n'avait pas non plus connu une opposition aérienne comme anti-aérienne très importante.

### Accidents du 15 août 1939
Depuis longtemps déjà, le ciel européen voit les signes précurseurs d'un conflit généralisé. La formation de pilotes tout comme les manœuvres militaires sont accélérées. En ce 15 août, 26 Stukas du I./St.G 76 effectuent un exercice d'attaque au sol devant des hauts-gradés de la Luftwaffe. En arrivant sur cible, les pilotes trouvèrent une zone recouverte d'un épais brouillard et c'est la catastrophe : lors du piqué, 13 bombardiers s'écrasèrent au sol faute d'avoir pu correctement évaluer leur ressource, causant la perte de 26 hommes.
Le groupe, par la suite nommé I./St.G 3, était constitué de pilotes qui brilleront dans un avenir proche, notamment en Afrique du Nord. Ce crash entraîna probablement la perte de potentiels futurs as de Stukas, mais d'une manière générale, l'accident n'eut pas d'incidence sur la carrière du Ju 87, et ces avions seront pleinement engagés dès le début de la Seconde Guerre mondiale.

### Seconde Guerre mondiale

#### Campagne de Pologne
Pour un article plus général, voir Campagne de Pologne (1939).

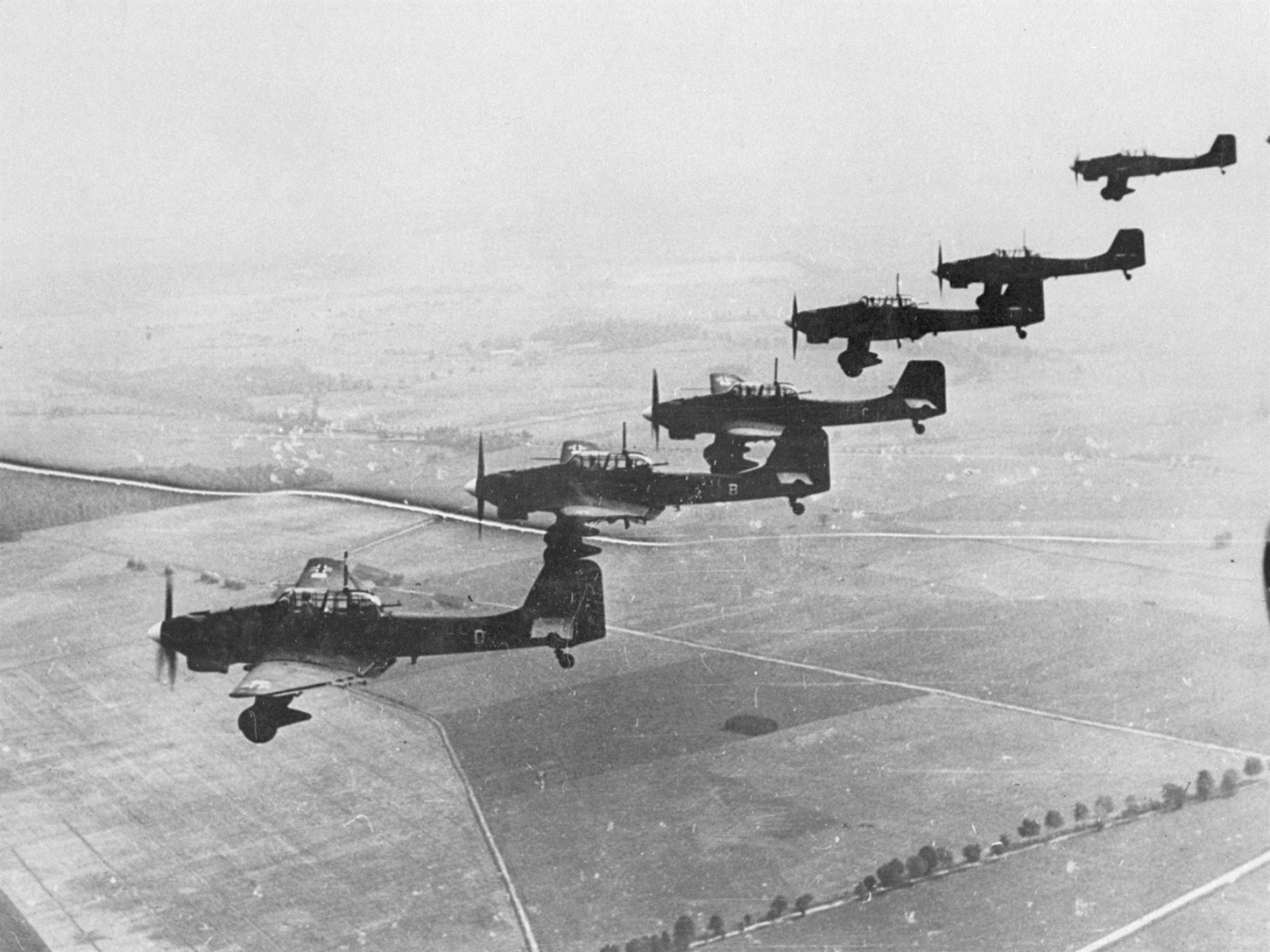
Une formation de Ju 87B survole la Pologne, en septembre 1939.

Le 1er septembre 1939, la Wehrmacht envahit la Pologne, déclenchant la Seconde Guerre mondiale. Des dossiers du quartier général de la Luftwaffe indiquent une force totale de 366 Ju 87 A et B le 31 août sur le front polonais, dont plus des deux tiers opérationnels ; un seul groupe (le III./St.G 51) demeurant à l'Ouest.
À 4 h 26, trois Ju 87 du I./St.G 1 décollèrent de Prusse orientale et frappèrent 8 minutes plus tard, malgré la brume, la gare de Tczew au bord de la Vistule. En dépit du manque de visibilité, la St.G 77 mena également à bien un bombardement sur une ligne de fortification frontalière. Dans l'après midi, des éléments du I./St.G 2 bombardèrent un aérodrome à Cracovie cependant vide de tout appareil, réfugiés sur des terrains annexes. Le groupe naval I./Tr.Gr. 186 cibla logiquement la marine polonaise à Hel dans la péninsule du même nom, mais la densité de la DCA fut telle que le groupe perdit deux appareils, les premiers de la guerre. Le groupe coula néanmoins trois jours plus tard le destroyer de 1 540 tonnes ORP Wicher et le mouilleur de mines ORP Gryf au port de Gdynia, mais Hel résistera quasiment jusqu'à la fin de ses puissants tirs de défense malgré les attaques répétées.
Les Stukas frayèrent ensuite un chemin aux troupes et aux blindés au sol en concertation avec ces derniers pour une avance rapide et efficace. Les objectifs à cibler furent multiples : ponts, troupes adverses, colonnes de véhicule et positions d'artillerie. Les pertes restèrent limitées malgré la résistance polonaise. Les Stukas jouèrent un rôle majeur lors de la bataille de la Bzura qui entraîna la rupture de la résistance polonaise. Le 17 septembre, Varsovie est bombardée par huit groupes de Stukas dans ce qui peut être considéré comme le premier bombardement massif de la guerre.
L'emploi du Ju 87 en Pologne, coordonné avec les unités blindées, est le parfait exemple de la Blitzkrieg (guerre-éclair). Les frappes sont précises et destructrices (malgré parfois le mauvais temps), avec toutefois deux facteurs aidants : le premier est la perte du contrôle du ciel de la chasse polonaise ; le second est l'avance rapide des Allemands permettant aux Stukas de s'envoler d'aérodromes proches de la ligne de front et d'effectuer ainsi plusieurs missions par jour. La solidité du Ju 87 permit également son emploi sur des terrains sommairement aménagés.
Seulement 31 appareils furent perdus au cours de cette campagne, toutes causes confondues.

#### Campagne de Norvège
Pour un article plus général, voir Campagne de Norvège.

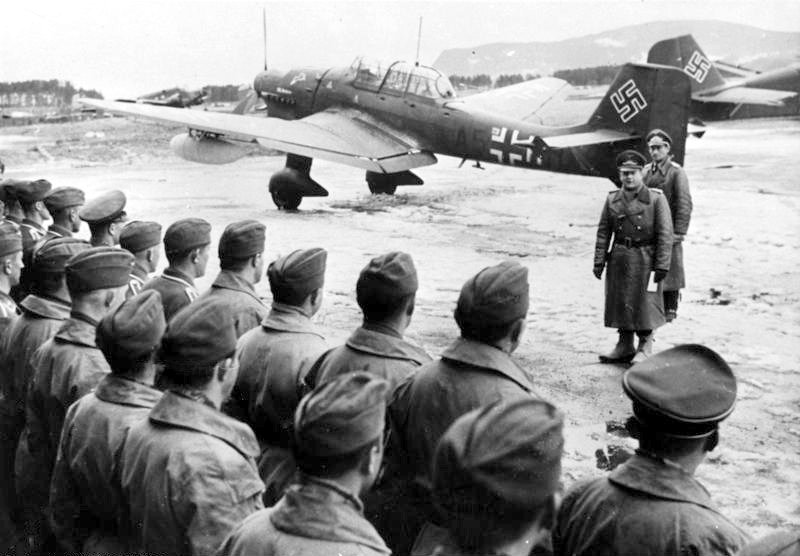
Le Generaloberst Erhard Milch s'adresse aux pilotes de Stuka du I./St.G 1 sur l'aérodrome de Trondheim, en Norvège, le 23 avril 1940. En arrière-plan, les réservoirs externes des Ju 87R sont bien visibles.

L'opération Weserübung débuta le 9 avril 1940, avec l'invasion de la Norvège et du Danemark. Ce dernier capitula dans la journée tandis que la Norvège continua à résister avec l'aide des Britanniques et des Français. La campagne ne pouvait être une Blitzkrieg classique, avec des divisions blindées se déplaçant rapidement et soutenues par l'aviation. Comme le relief était montagneux, une coopération Panzer / Stuka était exclue. À la place, les Allemands comptaient sur leurs Fallschirmjäger (parachutistes) et leurs divisions alpines. Seul le I./St.G 1 fut donc engagé ainsi que la 4./Tr.Gr. 186 (escadrille aéronavale), soit une quarantaine de Stukas, dont un peu plus de la moitié opérationnels. Les appareils sont des Ju 87R équipés de réservoirs externes pour une plus grande autonomie.
Le 9 avril, les premiers avions décollèrent à 10 h 59 avec pour objectif les fortifications protégeant le fjord d'Oslo, responsables notamment de la perte du croiseur allemand Blücher. L'après-midi, les Ju 87 se mirent en chasse de navires de la Royal Navy mais ceux-ci se trouvaient trop éloignés. Ils repérèrent néanmoins un destroyer qui s'avéra être le torpilleur de 600 tonnes Æger. Touché à la salle des machines, le navire s'échoua volontairement avant d'être sabordé. Les Stukas subirent leur première perte scandinave le 19 avril lorsqu'un avion tomba sous les tirs de la DCA navale anglaise. Six jours plus tard, un raid de Swordfish provenant des porte-avions HMS Ark Royal et Glorious détruisit six Ju 87 au sol. Cependant, les Ju 87 parvinrent à couler trois navires auxiliaires britanniques avant la fin du mois et endommagèrent gravement le HMS Bittern qui sera plus tard achevé par les Anglais.
Le 1er mai, trois vagues successives de Stukas attaquèrent les porte-avions anglais, sans résultat toutefois et la perte d'un appareil abattu par deux Sea Gladiator. Ils eurent plus de succès 48 h plus tard en coulant le contre-torpilleur français Bison tandis qu'une seconde vague faisait de même avec le HMS Afridi. Le 4 mai, quatre vapeurs norvégiens sombraient à leur tour, de même qu'un transport de troupe polonais onze jours plus tard. Entretemps, quatre pilotes reçurent la Croix de chevalier (les premiers de l'arme Stuka). Le Ju 87 se révéla ainsi d'une efficacité redoutable sur les navires, surtout si ces derniers mouillaient dans des fjords étroits sans possibilité de manœuvre.
L'attention se focalisa ensuite sur Narvik : le I./St.G 1 envoya un chalutier norvégien par le fond le 24 mai et frappa le terrain d'aviation de la ville trois jours plus tard. Ce 27 mai, un autre Ju 87 fit à nouveau les frais d'un Gladiator piloté par le Sud-africain Caesar Hull, lui-même descendu et blessé peu après par l'as allemand Helmut Lent. Les derniers raids sur Narvik se déroulèrent le 2 juin et coutèrent encore trois Stukas descendus par la RAF avant la fin de la campagne quelques jours plus tard. Bien qu'opérant en petit nombre, la fréquence des missions des Ju 87 tout comme la précision des frappes donnèrent aux Alliés une fausse illusion quant aux forces déployées contre eux.

#### Campagne de France
Pour un article plus général, voir Bataille de France.
Avec le I./St.G 1 toujours en Norvège, seuls 321 Ju 87 sont présents durant la campagne de France, bien plus difficile que les précédentes. Les objectifs sont cette fois multiples, et la chasse allemande trop peu nombreuse pour couvrir à la fois les bombardiers moyens classiques et les Stukas. Le seul avantage reste la proximité du front.

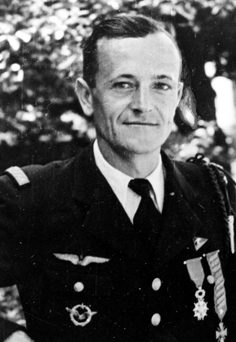
Le lieutenant Edmond Marin la Meslée du GC I/5 revendiquera au-dessus de Sedan deux Ju 87 abattus, un troisième en collaboration et un probable en solo.

Aux premières lueurs de l'aube du 10 mai 1940, la St.G 2 contribua à neutraliser le fort d'Eben-Emael en pilonnant les défenses périphériques, notamment sur le canal Albert. Pendant ce temps, la St.G 77 s'en prenait à la ligne de fortification le long de la Meuse au sud de Liège tandis que l'aérodrome de Metz-Frescaty était la cible du I./Tr.Gr. 186. Ce jour-là, dix Ju 87 sont perdus et treize hommes tués du fait de la DCA ou de collisions lors des piqués. Le ton est donné. Le lendemain, neuf autres appareils disparaissent des effectifs sous les tirs de la chasse britannique. Le 12 mai, deux groupes de Ju 87 sont interceptés par des H-75 français du GC I/5 à quelques minutes d'intervalle. Les Allemands feront face comme des pilotes de chasse, mais déploreront neuf pertes (4 tués, 3 prisonniers) de leur côté. Parmi les premiers éléments à franchir la frontière belge, le IV./LG 1 dont l'une des premières tâches est de détruire les fortifications de la ville de Liège.
Lors de la bataille de Sedan et durant 5 h, la seule St.G 77 effectua avec succès plus de 200 sorties sur les positions françaises mais non sans casse. Aux quatre pertes du 13 mai suivirent bientôt treize autres le lendemain, un jour noir pour les Stukas, la St.G 77 perdant à elle seule cinq machines dont son commandant, même si quelques Ju 87 parvinrent à abattre un Morane. Le 15 mai, cinq Stukas sont abattus au-dessus de la Belgique. Le lendemain, deux pertes mais aussi une action réussite sur le 2e corps d'armée du général Jean Bouffet en plein centre de Nalinnes, regroupant de nombreux véhicules et soldats français. La précision du bombardement permit toutefois d'épargner les civils.

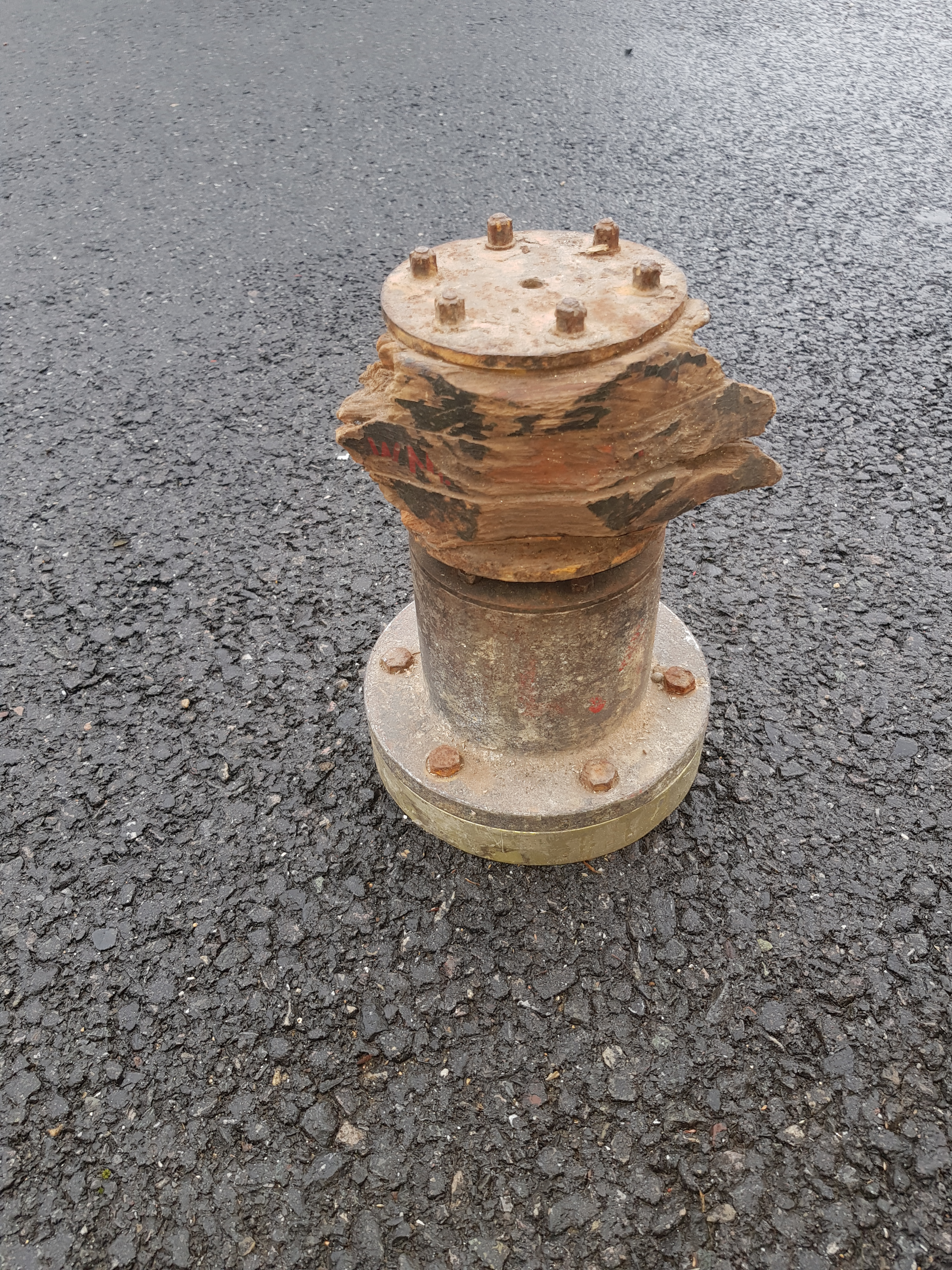
Les restes d'une sirène provenant du crash d'un Ju 87B-1 de la 2./St.G 77 abattu le 14 mai 1940 au sud de Sedan. La partie hélice en bois n'est pas complète mais reconnaissable.

Afin de soutenir au mieux l'avancée des forces terrestres, les Gruppen de Stuka avançaient constamment en s'installant temporairement sur n'importe quel terrain approprié (aérodrome abandonné, simple pâturage). Mais le rayon d'action du Ju 87B était trop limité, aussi l'arrivée du Ju 87R se révéla indispensable. La Luftwaffe bénéficia également d'excellentes communications radios sol-air tout au long de la campagne. Les officiers de liaison pouvaient faire appel aux Stukas et les diriger pour attaquer en soutien. Dans certains cas, les appareils répondirent en 10 à 20 minutes mais la situation se compliquait lorsque des dizaines de chasseurs parvenaient à les intercepter. Le 17 mai, la chasse britannique se révéla une nouvelle fois efficace en abattant au moins dix appareils. Le 18, la St.G 2 attaqua par deux fois des wagons militaires en gare de Soissons et, 24 h plus tard, ses bombes coupaient toute retraite possible en provenance d'Amiens, empêchant par la même occasion tout renfort de blindés français. En quatre jours et jusqu'au 21, Britanniques et Français reculent sans cesse et les Ju 87 peuvent désormais opérer plus librement.
Les troupes alliées se retrouvèrent bientôt isolées sur une large poche, coincées entre Dunkerque et La Manche. Le 21 mai, les St.G 2 et 77 les frappèrent sur leur flanc sud entre Arras et Saint-Pol tandis que d'autres Gruppen attaquaient à l'est près de Lille. Défendant ardemment leur position, la chasse française équipée du récent D.520 se heurtèrent à des Stukas le lendemain, laissant beaucoup de machines trouées comme des passoires. Le 23, Boulogne-sur-Mer subit un raid massif de la part des II./St.G 2 et I./TrGr 186 qui endommagèrent le torpilleur Frondeur tandis que l'Orage était incendié. Le 26, Calais se retrouva à son tour la cible des Stukas bien qu'ils durent attaquer depuis la mer car les fumées du port en feu masquaient toute approche par le sud.
Le 26 mai débuta l'évacuation de Dunkerque, avec sept Ju 87 perdus des St.G 2, 51, 76 et I./Tr.G. 186, soulignant l'importance des forces engagées dans cette bataille. Le lendemain, les Stukas coulèrent le paquebot Côte d'Azur avant que la météo n'entrave les opérations aériennes durant 36 h. Le 28 mai, le destroyer britannique HMS Grenade sombra à son tour et beaucoup d'autres bateaux furent endommagés. Plusieurs transports civils seront également perdus, incluant le vapeur à aubes HMS Crested Eagle. La DCA abattra un appareil du I./St.G 76 et quatre du I./St.G 2 le lendemain. Après une nouvelle trêve météorologique, trois destroyers subirent les coups des bombardiers en piqué le 1er juin dont le HMS Keith, sans compter les navires marchands ; trois Ju 87 du I./Tr.G. 186 tombèrent sous les balles de la RAF. Le lendemain, les Spitfire abattent à nouveau quatre appareils de la St.G 2. Malgré cela, les pertes restèrent limitées à Dunkerque au vu du nombre de sorties effectuées, les Bf 109 étant en effet davantage disponibles pour les couvrir.
Les Stukagruppen s'occupèrent ensuite des ponts de la Marne, afin d'entraver toute réorganisation de l'armée française. Le 8 juin, l'Armée de l'air descendit huit Ju 87 dans ce qui sera la dernière perte importante de Stuka. Le 12 juin au nord de Paris, le I./St.G 2 détruisit 20 à 30 chars prêts à contre-attaquer les unités de la Heer. Le lendemain, des Staffeln de la St.G 77 se retrouvèrent prises à partie par une dizaine de Moranes mais évitèrent le pire grâce notamment à l'intervention des Messerschmitt. 48 h plus tard, les fortifications de la ligne Maginot étaient dans le viseur du II./St.G 2. La France résistait toujours et à ce stade de la guerre, les pilotes de Ju 87 devaient faire attention à ne pas toucher leur propre troupe. Ceux qui se faisaient capturer devaient également compter sur l'hostilité de la population locale. Les dernières pertes auront lieu une semaine avant l'armistice lorsque deux Ju 87 se percutèrent le 18 juin lors d'un vol de transfert.
Si les Stukas purent opérer assez librement en Pologne et en Scandinavie, ce ne fut guère le cas en France. Quelque 120 machines, soit un tiers de la force des Ju 87, avaient été détruites ou endommagées, toutes causes confondues. Sollicitée de toutes parts en peu de temps, l'arme Stuka s'usa rapidement, ce qui affecta largement la Luftwaffe dans ses actions à venir.

#### Bataille d'Angleterre
Pour un article plus général, voir Bataille d'Angleterre.
C'est donc amputées d'une partie de ses effectifs que les unités de Stuka se lancèrent à l'assaut des îles Britanniques.
Première cible visée, l'île de Portland : le 4 juillet 1940, le III./StG. 51 coula le HMS Foylebank et incendia un pétrolier qui brûla durant 24 h ; un seul appareil ne revint pas. Comme en Norvège, les Ju 87 se retrouvèrent en première ligne contre les navires mais durent cette fois se substituer aux bombardiers, diminués par les combats antérieurs. Le 9 juillet, le I./St.G 77 attaqua à son tour Portland mais perd ce jour-là son Kommandeur. À la même période, les unités de Stuka se rationalisèrent : le III./St.G 51 et le I./Tr.Gr.186 aéronaval devinrent II. et III./St.G 1 tandis que le I./KG 76 forma le III./St.G 77. Le I./St.G 76 passa également sous la désignation I./St.G 3. Le 11 au matin, les Ju 87 coulèrent le yacht armé HMS Warrior bien couverts par les Bf 109. L'attaque quelques heures plus tard du III./St.G 2 se solda en revanche par un Stuka et quatre Bf 110 abattus par des Hurricane. Le 20 juillet, le II./St.G 1 coula un caboteur et un destroyer au-dessus de La Manche, pour deux pertes et trois avions endommagés, ce jour coïncidant avec le retour de Norvège du I./St.G 1. Cinq jours plus tard, un convoi subit les foudres des IV./LG 1 et II./St.G 1 qui coulèrent cinq cargos et endommagèrent quatre autres navires, dont deux destroyers pour deux Stukas perdus. Ces deux mêmes groupes déploreront deux fois plus de casse le 29 juillet au large de Douvres malgré l'intervention musclée de la chasse.
Une période de mauvais temps renvoya les opérations jusqu'au 8 août où pas moins de quatre escadres de Stuka attaquèrent en trois vagues et toute la journée, le convoi CW9 comprenant vingt cargos et neuf navires d'escorte. Les St.G 1, I./St.G 3 et II./St.G 77 perdirent chacun trois appareils, dont le Kommandeur de ce dernier (capturé) et un Staffelkapitän (disparu). Dix autres Ju 87 seront également endommagés mais sept navires avaient été coulés et neuf autres avariés à l'issue de la journée.

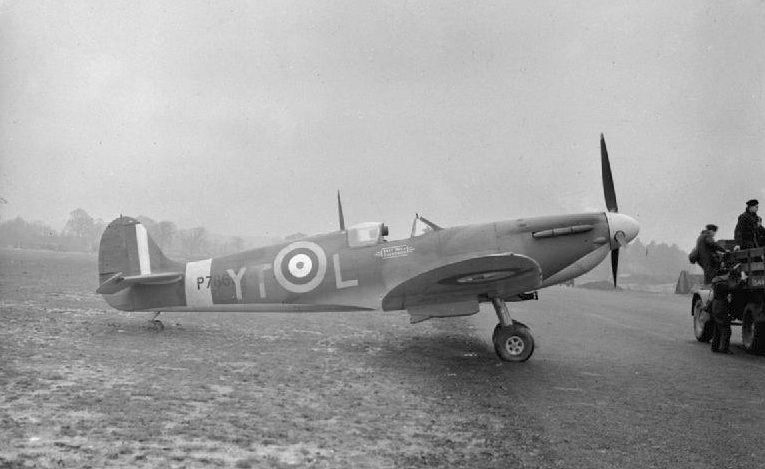
Un Spitfire sur la base de Tangmere. La concentration des tirs des chasseurs anglais pouvait infliger de lourds dégâts aux Stuka dépourvus d'escorte.

Le 13 août « Jour de l'aigle » débuta l'une des principales attaques allemandes sur les terrains d'aviation britanniques. Les Ju 87 n'entrèrent en jeu que l'après-midi en raison des conditions météo. Le II./St.G 1 ne put localiser Rochester mais le IV./LG 1 bombarda durement Detling causant la mort de 67 personnes (dont le commandant de la base), 22 avions détruits et un grand nombre de bâtiments. Des éléments de la St.G 77 cherchèrent en vain Warmwell et les 27 Ju 87 du II./St.G 2 délaissés par leur escorte (faute d'autonomie suffisante) ne purent atteindre leur cible contrés par treize Spitfire qui descendirent cinq des leurs tandis qu'un 6e appareil se crashait en mer. Toutes actions confondues, les Allemands déplorèrent pour la première fois davantage de pertes que les Britanniques. Pénurie de bombardiers conventionnels oblige, le IV./LG 1 doit rempiler le 15 août cette fois sur Hawkinge accueilli par la RAF qui poivre deux Junkers. En revanche, le II./St.G 1 aura les mains libres sur Lympne et larguera ses bombes à fragmentation sans opposition. Plus tard, les I./St.G 1 et II./St.G 2 reviennent sur Portland et malgré leur escorte musclée, perdent quatre appareils. Les attaques de Stuka se révélèrent tout simplement insuffisantes pour déloger le Fighter Command de ses terrains.
Le lendemain en fin de journée, deux Gruppen de la St.G 2 se dirigèrent sur Tangmere tandis que la St.G 1 prit le cap sur Lee-on-the Solent mais seule cette dernière put bénéficier d'une escorte. La St.G 2 planta ses bombes avec précision et celles-ci causèrent des dégâts au sol considérables, mais les chasseurs britanniques rattrapèrent les Stukas au moment où ils se regroupèrent et en abattirent neuf. Plus encore rentrèrent endommagés avec des équipages blessés ou tués. Le Ju 87 trouva là ses limites pour le bombardement stratégique, un rôle qui ne lui était pas dévolu à la base,. L'après-midi du 18 août, toute la St.G 77 ainsi que le I./St.G 3 doivent cibler deux terrains d'aviation et une station radar. Si les objectifs sont atteints, les différents groupes de la St.G 77 se retrouvèrent bientôt sous le feu croisé des Spitfire qui descendent un record de dix-sept Ju 87, plusieurs autres rentrant endommagés. En cause, une mauvaise coordination entre bombardiers et chasseurs d'escorte, une situation fréquente qui décida Göring à retirer les Stukas des premières lignes.
Le II./St.G 1 opéra à nouveau le 1er novembre contre un convoi bien couvert par la JG 26. Deux cargos sont coulés pour la perte d'un Stuka abattu par la DCA. Le 8, les I./St.G 3 et IV./LG 1 intervinrent au nord des côtes du Kent et de l'Essex : bilan trois pertes et plusieurs bateaux endommagés dont le destroyer HMS Winchester. Enfin, les 11 et 14 novembre coûtèrent au III./St.G 1 deux paires de Ju 87 avec un seul survivant parmi les huit hommes d'équipage. Le mauvais temps entraîna ensuite l'arrêt des opérations anti-navires.
En décembre 1940, la St.G 1 fit mouvement en Belgique et reprit ses attaques sur l'Angleterre l'année suivante. Dans la nuit du 15 au 16 janvier 1941, l'unité envoya trois Stukas larguer des bombes 1 000 kg au sud-est de Londres et Douvres. 48 h plus tard, un nouveau trio revint sur la capitale suivi de deux autres avions le lendemain. Le 5 février, un Ju 87 du I./St.G 1 envoya par le fond le chalutier Tourmaline avant d'être lui-même intercepté par un quatuor de Spitfire. Les rôles s'inversèrent dans la nuit du 11 au 12 quand le chalutier Eager descendit un appareil du II./St.G 1. Un Ju 87 du III.Gruppe ne rentrera pas la nuit suivante pour raison inconnue, dans ce qui sera la dernière perte de Stuka au-dessus du Royaume-Uni.
Comparativement, les pertes du Ju 87 lors de la Bataille d'Angleterre furent deux fois moins élevées qu'en France. Mais si le Ju 87 demeura irremplaçable pour détruire les navires, son emploi déraisonnable aux côtés des bombardiers conventionnels comme arme stratégique se révéla insuffisant pour faire plier les Britanniques.

#### Débuts en Méditerranée
Pour un article plus général, voir Siège de Malte.
Fin 1940, l'Italie s'enlisa en Méditerranée et son allié allemand se vit obligé de lui porter secours. Le déploiement de plusieurs unités de Stukas est donc ordonné, avec un premier déplacement du II./St.G 2 et du I./St.G 1 en Italie alors sous la neige, le tout sous commandement du Stab St.G 3. Les premiers des quelque 80 appareils touchèrent le sol sicilien à Trapani dès le 2 janvier. Mission prioritaire : attaquer les navires britanniques naviguant entre la Sicile et l'Afrique, en particulier les convois visant à réapprovisionner Malte, une tâche toute trouvée pour le Ju 87 largement déjà éprouvé dans ce domaine. La plupart seront de type « R » idéal pour le survol en mer. L'un des principaux objectifs est le porte-avions britannique HMS Illustrious. Son large pont d'envol met en confiance les Allemands quant à leur capacité de mettre coup au but et les pilotes s'entrainèrent à cet effet.
Lors de l'opération Excess, les Stukas interceptèrent le convoi le 10 janvier, dont l'Illustrious. Ils frappèrent le grand navire à six reprises qui, gravement endommagé, se maintiendra pourtant à flot pour rejoindre péniblement un port maltais . Le lendemain, à la limite de leur autonomie, les avions du II./St.G 2 incendièrent le croiseur HMS Southampton et touchèrent le Gloucester, le premier devant être sabordé. Malte, place forte de la Royal Navy en Méditerranée, se retrouve également dans le collimateur. Dès le 13, le I./St.G 1 largua des bombes d'une tonne sur La Valette. Le 16 janvier et les jours suivants, les Ju 87 s'acharnent encore sur l'Illustrious au mouillage, mais le navire anglais ne sera jamais coulé. Les frappes feront également d'importants dégâts au sol et les aérodromes ne seront pas non plus épargnés. Aux trois pertes du 10 janvier s'ajoutèrent quatre autre Stukas laissés au-dessus de Malte.
Le reste de la St.G 1 succéda ensuite au premier Gruppe fin février qui déménagea en Afrique tout comme le II./St.G 2. Le transfert de France ne se fera pas sans casse : un Ju 52 transportant les rampants percuta le relief dû au mauvais temps tandis que deux Ju 87 du III./St.G 1 furent victimes de panne moteur. L'un s'écrasa (mitrailleur tué) et l'autre se posa en montagne et devra être démonté pièce par pièce. Le 26 février, les Stukas s'envolèrent de Trapani pour frapper l'aérodrome de Liqa : quatre avions ne revinrent pas et plusieurs autres rentrèrent endommagés à des degrés divers avec des équipages blessés. Un autre raid le 5 mars faillit bien mal tourner quand les Ju 87 se retrouvèrent à piquer sous un tapis de bombes larguées plus haut par des Ju 88. Ce mauvais timing sera toutefois sans conséquences, malgré la perte par la suite de deux appareils due à l'ennemi.

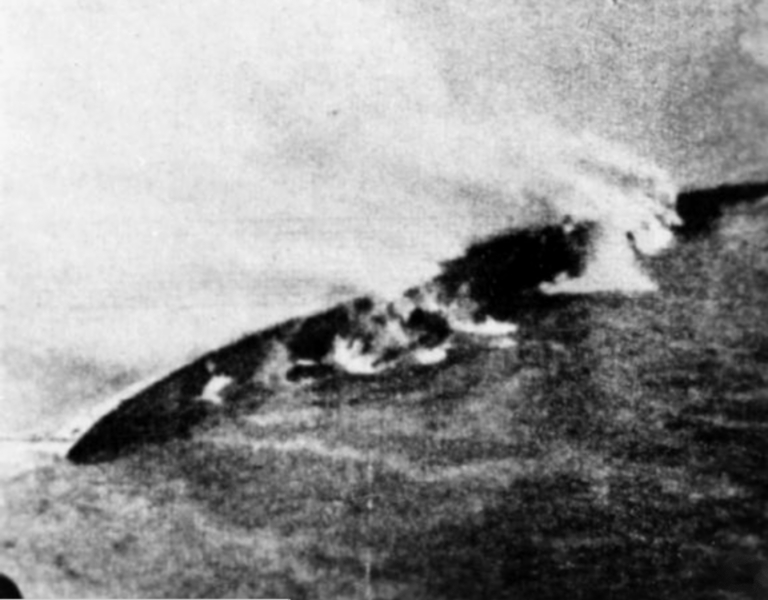
Le croiseur léger photographié par un aviateur allemand après son attaque au large de la Crète le 22 mai 1941.

Début mai, le I./St.G 1 retourna brièvement en Sardaigne pour prêter main-forte aux deux autres groupes, afin d'intercepter le convoi allié Tiger livrant des chars en Égypte. Les Stukas intervinrent les 8 et 9 mai mais subirent plusieurs pertes et ne coulèrent aucun navire. L'attention des opérations se porta ensuite vers l'est de l'Europe.

#### Campagne des Balkans
Pour un article plus général, voir Campagne des Balkans.
Une fois de plus, les forces italiennes se retrouvent à la peine, cette fois en Albanie, et mises à mal par la RAF basée à Athènes. Hitler lance alors l'opération Marita, l'objectif étant aussi de préserver le pétrole roumain. Le I./St.G 1 est ainsi retiré de Méditerranée pour les Balkans, suivi des Stab, I. et III./St.G 2 et du I./St.G 3 qui complète l'escadre ; enfin, une grande partie de la St.G 77 opère quant à elle depuis la Roumanie. Le 6 avril 1941, Belgrade est frappée par plus de 300 bombardiers, dont près d'un quart sont des Ju 87 de la St.G 77 ayant pour objectif des cibles militaires. Comme en Pologne, la chasse yougoslave se retrouva très vite dépassée. Les attaques se poursuivirent les jours suivants sur des bases aériennes, des objectifs en Slovénie et en Croatie ainsi que la ligne Metaxás, l'occasion pour les Ju 87 italiens d'entrer en scène. Les fortifications grecques résistèrent toutefois assez bien aux bombes et ne tombèrent que grâce à un débordement des troupes allemandes. Les Ju 87 soumirent ensuite les troupes du Commonwealth à un implacable bombardement, afin d'éviter tout échappatoire.
La chute rapide de la Yougoslavie permit la concentration de 150 Stukas sur le front grec au moment où les troupes britanniques commencèrent leur évacuation en direction de la Crête et de l'Égypte le 24 avril. Les deux jours précédents, la marine grecque perdait deux destroyers et 23 navires sous les coups des Ju 87 dans la zone portuaire du Pirée, tandis que le I./St.G 2 coulait nombre de cargos dans le Golfe de Corinthe. Le lendemain, les Ju 87 intervinrent directement en Crête et mitraillèrent et détruisirent notamment un hydravion Sunderland. Lors de l'évacuation elle-même, les Stukas harcelèrent continuellement les navires de transport dont l'une des principales victimes fut le navire hollandais de 12 000 t Slamat. Le 26 avril, les avions frappèrent des positions d'artillerie défendant le principal pont reliant le Péloponnèse, mais, à l'instar de Dunkerque, l'évacuation permit d'évacuer un maximum de troupes alliées.
Les Stukagruppen s'établirent ensuite en Péloponnèse prêts à déloger les forces britanniques repliées en Crète. Une dizaine de Ju 87 du III./St.G 2 fit également le déplacement sur l'île de Kárpathos idéalement placée sur la voie maritime menant à l'Égypte. À la St.G 2 toujours, on mit au point un système de perche muni d'un disque plat à son extrémité permettant aux bombes de détoner avant qu'elles ne s'enfouissent dans le sol, augmentant considérablement l'effet de souffle. Le 20 mai, les Allemands lancèrent l'opération aéroportée Merkur. La coordination entre Stukas et Ju 52 fait toutefois défaut, en partie à cause de la poussière soulevée par chaque décollage, obligeant les appareils à patienter faute de visibilité. Au sol, les paras allemands subiront de lourdes pertes mais les Ju 87 pourront graduellement assurer leur rôle d'artillerie, mais non sans casses. Le 22, une machine de la St.G 77 ne rentre pas de la baie de Souda tandis que trois avions du I./St.G 3 sont détruits au décollage. 48 h plus tard, quatre Stukas de la St.G 1 disparaissaient des effectifs. Une grande partie du III./St.G 1 quitta bientôt la Sicile pour prêter main forte,.
Les bombardements en piqué finirent par payer, bien aidés par l'absence d'opposition aérienne. Cibles de choix pour les Ju 87, les navires à l'ancre et la Royal Navy. Le 21 mai, le détachement de Karpathos intercepta et coula le destroyer Juno avec l'aide de bombardiers italiens. Le lendemain matin, le cuirassé Warspite fut endommagé, tout comme les croiseurs Gloucester et Fiji. L'après midi, le Greyhound est coulé par trois bombes tandis que les deux croiseurs seront achevés par le I./St.G 1 et des Bf 109 chasseurs-bombardiers. Le 23 mai à l'aube, le I./St.G 2 coula encore les destroyers Kashmir et Kelly. Les deux Gruppen de la St.G 2 se retrouvèrent ensuite sur Karpathos dans le but de neutraliser les navires en provenance d'Alexandrie. Mais, c'est une patrouille du II./St.G 2 basée en Afrique qui repéra par hasard le convoi le 26 mai et mit hors service le Formidable et le destroyer Nubian pour plus d'un an. Enfin, le 28 mai, le Hereward sera la dernière victime des Stukas lors de l'évacuation des derniers soldats de Crète. D'autres navires subiront de graves dommages pourchassés par la St.G 77 et le I./St.G 3 jusqu'à limite de portée. La campagne s'acheva finalement à la fin du mois pour des pertes relativement limitées.

#### Campagne d'Afrique du Nord
Pour un article plus général, voir Guerre du désert.
Le 12 février 1941, l'Afrikakorps du général Rommel débarque à Tripoli et demande du soutien à ses forces. Les I./St.G 1 et II./St.G 2 quittèrent donc la Sicile pour la Libye. Ce nouveau front, de prime abord secondaire, va cependant vite déborder les capacités matérielles de la Luftwaffe. Sans compter que sur place, les rigueurs du désert africain n'épargneront personne, les hommes comme les machines, jusqu'aux lubrifiants des moteurs.

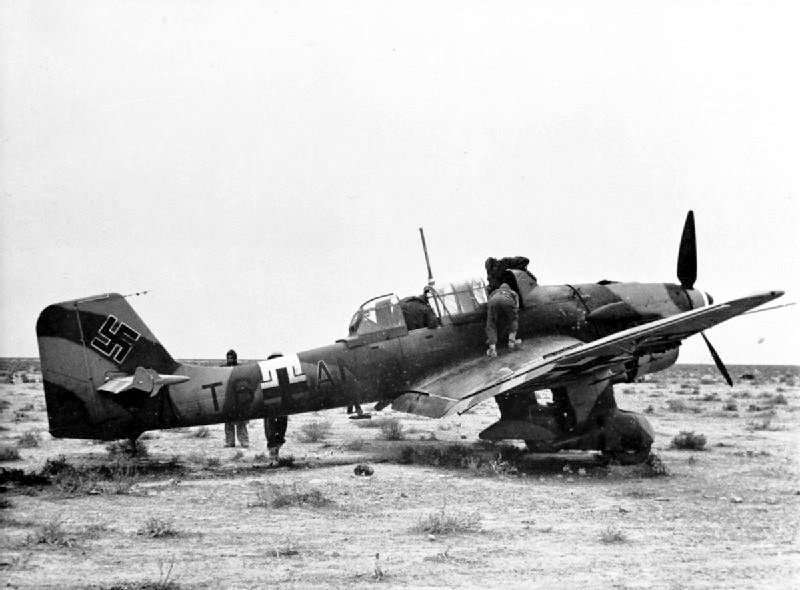
Un Ju 87B de la 5./St.G 2 examiné par des troupes britanniques après un atterrissage d'urgence dans le désert nord-africain en décembre 1941.

Dans un premier temps, l'objectif est double : affaiblir l'ennemi avant la contre-offensive et perturber son ravitaillement en bombardant les ports de la côte Cyrénaïque. Le 22 février, les Ju 87 endommagèrent le patrouilleur Terror qui coula deux jours plus tard tandis que le destroyer Dainty était envoyé par le fond. À la fin du mois, les bombardiers commencèrent à appuyer les forces de Rommel. Le port de Tobrouk et les cibles environnantes constituèrent autant de cibles dans un siège qui va dès lors occuper les Stukas quasiment tout le reste de l'année.
Peu après le déclenchement de l'opération Marita, le III./St.G 1 se désiste de sa 9. Staffel pour rejoindre à son tour l'Afrique et en tant qu'ancien groupe aéronaval, engagea aussitôt des cargos puis coulèrent un navire militaire le 17 avril. Il participa ensuite avec les autres unités au bombardement du fort de Medaouar, une position avancée de Tobrouk. Le 8 mai, le III./St.G 1 regagna la Sicile pour des opérations nocturnes avant de suivre le gros des unités de Stukas en URSS. Le I./St.G 1, qui avait entretemps délaissé l'Afrique pour les Balkans, regagna alors à nouveau la Libye pour rejoindre le II./St.G 2, le seul groupe demeuré en Afrique dans ce balai de chaises musicales sans fin. Les deux Gruppen maintinrent la pression sur le périmètre défensif de Tobrouk tandis que les Stukas italiens s'en prenaient aux convois en provenance d'Égypte. En l'absence de chasse adverse dans la zone, le principal danger résidait surtout dans la DCA, d'autant que les artilleurs affinaient leur tactique en étirant leurs tirs, forçant les Ju 87 à pénétrer un barrage de shrapnels plus longtemps. Fin août 1941, le Stab St.G 3 arriva de Grèce pour prendre en charge les I./St.G 1 et II./St.G 2 tandis que le I./St.G 3 suivit un mois plus tard,.
La RAF lança plusieurs attaques sur les bases allemandes, mais, sans résultats tangibles, contrairement aux tempêtes de sable qui clouaient tout avion sans distinction. Le 16 novembre est déclenchée l'opération Crusader où les Stukas vont davantage pâtir des chasseurs alliés en l'air comme au sol. Le I./St. G 1 en fait les frais dans la matinée du 20 avec six appareils détruits ou endommagés, alors que 18 machines (en majorité du II./St.G 2) sont détruites au sol l'après-midi. Les Stukas interceptés devaient larguer leurs bombes avant d'arriver sur cible, limitant d'autant plus le nombre de frappes sur les objectifs, par ailleurs plus dispersées dans le désert qu'en Grèce. Les Ju 87 multiplieront les sorties mais la mécanique souffre (en partie à cause du sable) et les pertes dues aux bombardements alliés augmentent. L'arme Stuka piétina en Afrique alors qu'elle aurait été plus utile aux Allemands sur le front russe. Un autre problème était l'envoi de nouveaux appareils. Pour rallier le front sud en partance de l'Allemagne, les Ju 87 devaient obligatoirement survoler le massif des Alpes, une tâche difficile pour des jeunes pilotes à peine sortis de l'entraînement. Plusieurs d'entre eux s'écrasèrent ainsi en montagne avant d'avoir pu atteindre la zone de combat méditerranéenne. Les Ju 87 seront par la suite convoyés par des aviateurs spécialisés dans ce genre de vol, ou encore ramenés par des pilotes expérimentés retirés du front à l'occasion de leurs permissions.
En janvier 1942, l'Afrikakorps se retrouva sur le reculoir. Avec trois groupes de trois escadres différentes, standardiser les unités de Stukas s'avéra nécessaire. Les I./St.G 1 et II./St.G 2 sont donc officiellement incorporés à la St.G 3 et redésignés II. et III./St.G 3. La nouvelle St.G 3 ainsi complète prit part à la contre-attaque de Rommel qui repoussa finalement les Britanniques à l'est. Ses avions attaquèrent ensuite les lignes arrières ennemies pour entraver la retraite des troupes. Mais, comme à son habitude, la Luftwaffe est contrainte de diviser ses forces pour combler les trous des différents fronts. Le III./St.G 3 revient donc sur le front sicilien et maltais pour prêter main forte aux Stukas italiens. Bénéficiant des premiers Ju 87D, le groupe participa le 24 mars au bombardement de l'aérodrome d'Hal Far et fut particulièrement actif début avril en coulant ou endommageant un grand nombre d'unités navales, non sans casse. Réduit de moitié, le III./St.G 3 retourna finalement en Afrique à la mi-mai. Lors de la bataille de Bir Hakeim, les Stukas aidés de l'artillerie et des Panzers pilonnèrent durant deux semaines la garnison française, mais, payèrent un lourd tribut, dont la mort du Kommandeur du I./St.G 3. Du 13 au 15 juin, les II. et III./St.G 3 interceptèrent le convoi de l'opération Vigorous et contribuèrent à sa mise en déroute grâce à plusieurs coups au but autant sur les cargos que les navires militaires. L'opération Pedestal du mois d'août mobilisa également le I./St.G 3 en Sicile. Le 13, ses Ju 87 placèrent deux bombes sur l'Indomitable tandis que trois autres le frôlèrent de près. 24 heures plus tard, ils endommagèrent le croiseur Kenya avant de revenir en Libye.
Basés à 150 km d'El-Alamein, les avions de la St.G 3 volaient désormais quotidiennement, attaquant sans relâche les troupes, les canons et les chars. Mais, avec leurs communications radios décodées et l'augmentation du nombre de chasseurs ennemis dans la zone, la tâche devenait bien plus ardue. Maintes fois, les Stukas durent larguer leurs bombes en urgence et n'étaient pas plus à l'abri en retournant à leur base, victimes des chasseurs en maraude qui les « cueillaient » à l'atterrissage, au décollage, voire au sol. Il faut ajouter à cela le suremploi des Ju 87, véritablement employés comme avions à tout faire : ils serviront en effet comme avions de liaison, pour la protection de navires allemands et le sauvetage en mer.
Le 11 novembre, la 8e armée britannique atteignait le col d'Halfaya. Les appareils restants du I./St.G 3 y tentèrent une attaque désespérée mais se firent coiffer par une formation de P-40 qui décima le groupe faute d'escorte suffisante. Cette dernière mission entraîna son rapatriement en Allemagne avant son transfert sur le front Est. Le II./St.G 3 prit, lui, le chemin de la Sardaigne avant de revenir proche de Tunis à la suite du débarquement en Afrique du Nord. Le 18 novembre, une poignée de Ju 87 appuya avec succès une unité terrestre allemande. Huit jours plus tard, des blindés américains déboulèrent par surprise sur la base et détruisirent 15 appareils. Les survivants se défendront bec et ongles et endommageront gravement le destroyer Ithuriel, de même que le croiseur Ajax le 1er janvier 1943,. Pendant ce temps là, le III./St.G 3 entama une longue retraite à travers la Libye jusqu'en Tunisie d'où il va également opérer. Mieux protégée des incursions terrestres, sa base n'est pourtant pas à l'abri des frappes aériennes, et bientôt de l'artillerie, forçant le groupe à se replier toujours davantage. Seules de petites sections décollaient, profitant d'un ciel suffisamment couvert pour échapper à la chasse adverse. Début avril 1943, II. et III./St.G 3 effectueront leurs dernières missions africaines avant de s'envoler pour le vieux continent.
Sans surprise, les Ju 87 furent trop peu nombreux pour soutenir les ambitions de Rommel dans une campagne devenue épuisante, à la fois pour les hommes et les machines. Avec une seule escadre pour accomplir d'innombrables missions, tant au-dessus du désert africain qu'au-dessus de la Méditerranée, la tâche était insurmontable.

#### Derniers Stukas en Méditerranée
Pour un article plus général, voir Campagne d'Italie (Seconde Guerre mondiale).
Des trois Gruppen de la St.G 3, seul le II.Gruppe ne fit pas le déplacement en URSS. Le débarquement allié en Sicile, puis directement en Italie, amena en effet le commandement allemand à maintenir quelques Stukas pour sécuriser la zone des Balkans, même si le gros de la tâche se retrouve confié aux unités italiennes. Le 8 septembre pourtant, une partie de l'Italie changea de camp, ce qui rebattit à nouveau les cartes. Les Stukas se retrouvèrent alors contraints de menacer sous leurs bombes les navires de leur ancien allié fuyant les ports. Le II./St.G 3 est ensuite engagé dans la neutralisation de la Céphalonie fin septembre, qui est conquise après une lutte acharnée, malgré les obus de plus en plus précis de la DCA. Plusieurs Ju 87 sont ainsi abattus lors des attaques en piqué, notamment par des tirs italiens.

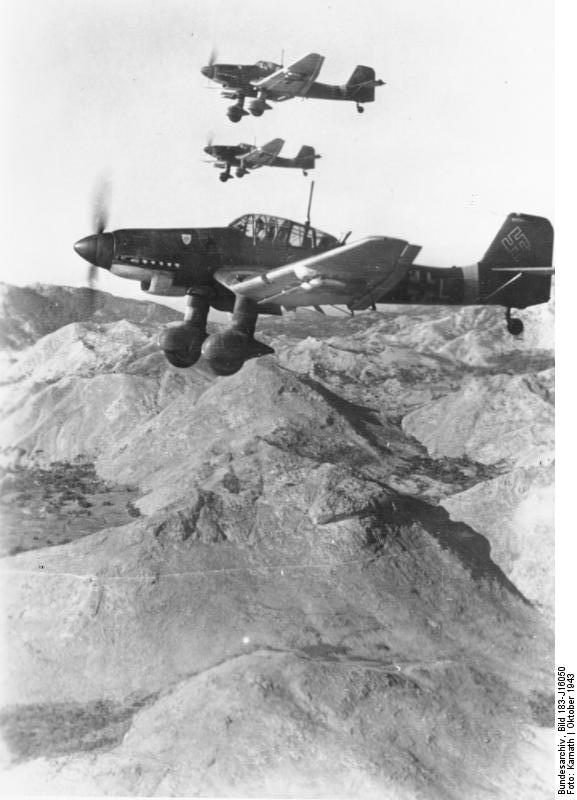
Trois Ju 87D, en vol au-dessus de la Yougoslavie en octobre 1943.

Les Ju 87 se distingueront une dernière fois lors de la campagne du Dodécanèse début octobre. La Luftwaffe engage 75 Stukas des Stab, I./St.G 3 (également rappelés de Russie) et le II./St.G 3 pour récupérer les îles sous contrôle britannique, dont les bases aériennes sont trop éloignées pour intervenir. Les Ju 87 auront le champ libre pour frapper les îles de Cos et de Leros et couleront et endommageront plusieurs bâtiments (dont un croiseur et un destroyer de l'US Navy). Le 9 octobre, les Américains font intervenir des P-38 à long rayon d'action en provenance d'Afrique qui abattront 8 Stukas au-dessus de la mer Égée. Mais ce baroud d'honneur sera de courte durée et malgré l'intervention de quelques Beaufighter, le St.G 3 pourra se concentrer sur la neutralisation des défenses de Leros. À cette époque, une fusion s'opéra entre unités de bombardement en piqué (St.G) et celles d'attaques au sol (Sch.G) (voir plus bas). C'est donc sous la nouvelle désignation I./SG 3 que les Ju 87 endommageront leur troisième croiseur de la campagne le 30 octobre. Au 12 novembre, quasi nulle part sur l'île grecque ne subsistait un canon encore intact. Les Stukas retournèrent alors à leur rôle classique de soutien aux troupes, afin de neutraliser les dernières poches de résistance. Après d'âpres combats, les Britanniques et leurs nouveaux alliés italiens finiront par capituler, entrainant le départ définitif de la SG 3 de Méditerranée.

#### De l'écolage à la Yougoslavie
Depuis longtemps déjà, le nord de l'Italie constituait l'endroit idéal pour la formation des équipages. Outre un climat favorable, la zone se trouvait à proximité des différents fronts opérationnels. En mai 1943 est constituée la St.G 151 avec des escadrilles d'écolage des St.G 1, 2 et 3. Basée en Croatie et fort de 175 Stukas, l'unité pouvait intervenir en urgence en temps de crise. En juin 1943, ses appareils participèrent aux opérations anti-partisans en Yougoslavie, réputés pour ne pas faire de quartier pour tout aviateur tombé dans leurs mains. Une situation qui s'amoindrit lorsque leurs propres hommes furent capturés, permettant des échanges de prisonniers. La Einsatzstaffel St.G 151 (renommée plus tard 13./SG 151) participa également brièvement à la campagne du Dodécanèse.
L'unité aéroportée Luftlandegeschwader 1 (LLG 1) équipée de DFS 230 troqua également ses remorqueurs de planeurs Hs 126 et B.534 par des Ju 87. Avec le II./LLG 2, ces aéronefs constituèrent une réserve mobile prête à envoyer des renforts partout où les Alliés pouvaient frapper, notamment la Sardaigne et la Sicile. L'avance américaine chamboula quelque peu les plans de l'unité qui se contenta d'appuis dans le nord de l'Italie jusqu'en septembre. Le II./LLG 1 sera de retour en Croatie en mars 1944 et effectua des missions anti-partisans dans la zone, dont le point culminant déboucha sur l'Opération Rösselsprung fin mai 1944, auquel participa également la 13./SG 151. Bien que l'assaut causa des dommages matériels considérables, le raid fut un échec et Tito et son état-major parvinrent à s'enfuir. Après cette mission, le II./LLG 1 n'utilisera plus ses Ju 87 comme remorqueur mais comme avion d'attaque au sol. En septembre 1944, ils changèrent à nouveau de rôles pour opérer de nuit sous la désignation Nachtschlachtgruppe 10 ou NSGr 10.

#### Campagne de Russie
Pour un article plus général, voir Front de l'Est (Seconde Guerre mondiale).

##### Opération Barbarossa

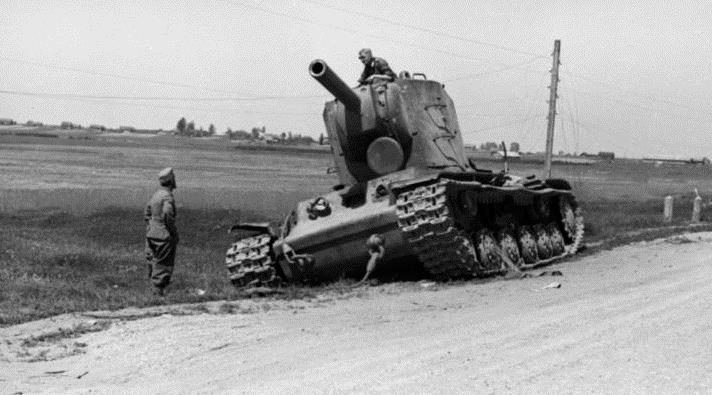
Un KV-2 abandonné en juin 1941. Ce type de char fut l'une des nombreuses cibles du Ju 87 à l'Est.

Le 22 juin 1941, l'Allemagne se lança dans l'invasion de l'Union soviétique. Sont mobilisés sur le flanc gauche, la force principale du VIII. Fliegerkorps (corps aérien) comprenant les Stab, II et III./St.G 1 (revenus d'Afrique) ainsi que les Stab, I. et III./St.G 2. Plus au sud s'élança toute la St.G 77 sous la houlette du II. Fliegerkorps. Soit au total 273 Ju 87 (une cinquantaine de moins qu'en France), 183 étant déclarés opérationnels, auxquels s'ajoutèrent 36 machines du IV./LG 1 opérant sur le cercle arctique,. En ce premier jour, les équipages de Stuka ne chômèrent pas : premiers décollages bien avant l'aube, derniers atterrissages au soleil couchant. Les missions défilèrent à un rythme effréné, les Ju 87 larguant leurs bombes contre des blindés, des QG et les batteries anti-aériennes, et mitraillent véhicules et infanterie avec leurs mitrailleuses, le tout pour deux pertes au combat. Le lendemain, les St.G 1 et 2 pénétrèrent jusqu'à 150 km en territoire ennemi pour frapper des trains militarisés et des gares de triage. Au sud, la St.G 77 se concentre sur la forteresse de Brest-Litovsk, qui tombera finalement le 29 juin sous les coups de Ju 88 plus lourdement armés.
Du 28 juin et durant douze jours, les Stukagruppen lancèrent tout ce qu'ils avaient pour annihiler le chaudron de Białystok–Minsk. La St.G 2 attaqua le périmètre nord tandis que la St.G 1 renforça la 77 dans la partie sud. L'un comme l'autre, les Ju 87 ciblèrent les mouvements de troupes, les ponts et le réseau ferré. Acculées, les troupes russes effectuaient des tirs de barrage pour parer les attaques de Stuka. Constamment en première ligne, les Ju 87 laissèrent derrière eux des centaines de carcasses de chars, de véhicules et d'avions. Mais ce nouveau front est grand, très grand, s'étendant de la Baltique à la mer Noire, ce qui contraint la Luftwaffe à fragmenter ses forces. Pendant que les St.G 1 et 2 appuyèrent les Panzers pour prendre Smolensk, la St.G 77 opéra en urgence le 7 août pour stopper un assaut soviétique en Ukraine, où les Soviétiques utilisent des trains blindés pour appuyer leur artillerie.
Parallèlement, la St.G 2 est bientôt envoyée sur le front nord et couvre à la mi-août, la traversée de la rivière Lovat par la 3. SS-Panzergrenadier et son avancée sur l'autre rive. S'en suivra le front de Volkhov et des frappes sur le réseau ferroviaire entre Moscou et Leningrad. Puis l'unité s'établit en septembre à 160 km au sud-ouest de cette dernière avec des opérations montées sur la ville et ses défenses. Les I et III./St.G 2 auront également pour tâche de neutraliser à la mi-septembre, les navires au mouillage dans le port de Cronstadt. Les premières missions sont cependant entravées par le mauvais temps et des bombes de 500 kg trop peu puissantes. Armés de projectiles de 1 000 kg, les Ju 87 revinrent à la charge dès le 21 septembre sous une pluie de DCA d'une rare intensité qui causera plusieurs pertes. Finalement, les cuirassés Marat et Révolution d'Octobre ainsi que plusieurs destroyers et un sous-marin sont sévèrement touchés ou coulés.
Dans le grand nord, les Ju 87R du IV./LG 1 basés à Kirkenes devaient initialement frapper en Mer de Barents grâce à leur Ju 87R longue portée, mais il en sera tout autrement. Après la neutralisation des forces aériennes ennemies, le groupe descendit le 1er juillet à Rovaniemi en Finlande pour soutenir le 36e corps d'armée, afin de couper la liaison ferroviaire Mourmansk-Moscou dans la région de Salla. Une fois la situation stabilisée, les deux tiers du groupe remontèrent à Kirkenes pour la prise de Mourmansk. Mais le grand port de la ville, tout comme sa voie de chemin de fer reliant le centre de la Russie, ne seront jamais neutralisés bien que maintes fois bombardés, laissant à la fois le champ libre aux convois maritimes alliés et le ravitaillement par rails. Multipliant les sorties quotidiennes, qui plus est sur de très longues distances, le IV./LG 1 ne dispose pas d'effectifs suffisants pour accomplir toutes les tâches, une situation symptomatique de la Luftwaffe sur l'ensemble du front russe. À l'automne, Hitler abandonna la prise de Mourmansk et le front se figea. Grâce à la capture de terrains au sud-est de Salla, les Stuka purent mener des assauts sur le réseau ferré autour de Kandalakcha et le long des rives de la Mer Blanche. Mais les chutes de neige d'octobre et l'ensoleillement décroissant finiront par stopper l'activité aérienne.
Pendant ce temps là, les Ju 87 de la St.G 77 sont à l'œuvre contre la flotte soviétique en mer Noire. Ainsi le 18 août, le sous-marin D-6 est endommagé à près de 100 km à l'ouest de Sébastopol et achevé dans ce même port en novembre. Le 7 septembre, l'unité bombarda le destroyer Sposobny dans le port d'Odessa. Cinq jours plus tard, la canonnière Udarnity coula lors d'une attaque de Ju 87 à défaut de toucher le croiseur Krasny Kavkaz. Le 21 septembre, quelque 2 000 navires quittèrent la Crimée pour déloger les forces roumaines autour d'Odessa. La St.G 77 intercepta et détruisit le destroyer Frunze ainsi qu'un aviso-torpilleur et un remorqueur. Tôt le lendemain, les Ju 87 endommagèrent deux autres destroyers. En octobre, la St.G 77 appuya aussi les troupes au sol le long de la Mer d'Azov direction Rostov-sur-le-Don. Le croiseur Chervonaya Ukraina sera la dernière grosse unité navale coulée le 12 novembre par trois coups au but. La St.G 77 devra encore être sur le pied de guerre à la fin de l'année face à la contre-attaque soviétique pour reprendre Rostov. Le seul II./St.G 77 aura détruit pour l'année 1941, 140 chars, 45 artilleries, 43 pièces de DCA, 10 navires, sans compter les nombreuses frappes sur les gares, les ponts et les voies de communication, ce qui en dit long sur l'ampleur de la tâche, tout comme sur les forces dont disposent les soviétiques.
Sur le front central, les II. et III./St.G 1 avancèrent direction Moscou en bombardant les ponts, le réseau ferré, les troupes et les fortifications. La première moitié de septembre, l'unité se retrouva au sud de la capitale pour un assaut final. Mais là encore, l'adversaire donne du fil à retordre. À la fin du mois, l'escadre fut rejointe par la St.G 2 et quelques éléments de la St.G 77. Le 2 octobre débuta l'opération Taifun et les Stuka furent constamment sur la brèche, dans une situation qui tournait en leur défaveur. Le I./St. G 2, en particulier, dut le 28 octobre défendre, en vol comme au sol, son propre terrain encerclé par l'ennemi. Désormais, la pluie, la neige et surtout la boue compliquèrent toutes opérations, même si le froid qui s'ensuivit permit de durcir les sols. Le 6 novembre, des Stuka de la St.G 2 soutinrent le 23e corps d'armée qui arrivèrent à 15 km de Moscou. 24 h plus tard, le thermomètre dégringola à −20 degrés. Difficile dans ces conditions de faire démarrer les moteurs et de voler avec une visibilité amoindrie, même si les Ju 87 répondirent encore présent jusqu'à la fin du mois.
Les équipages sont toutefois épuisés, les machines comme l'hydraulique souffrent, et il faut parfois faire preuve d'ingéniosité pour faire préparer les avions et chauffer leur moteur,. Début décembre, les III./St.G 1, I./St.G 2 et II./St.G 77 rentrèrent pour se rééquiper tandis que les cinq autres groupes demeuraient sur place. Pour cette première année à l'est, les Stukagruppen auront perdu 155 machines. 27 pilotes seront par ailleurs décorés de la Croix de chevalier, dont deux à titre posthume..

##### De la Crimée à Stalingrad 1942
Absents du front de Leningrad, bloqués sur celui de Moscou, les Stuka ne sont à l'offensive que dans le secteur sud. Le 4 janvier 1942, six appareils de la St.G 77 mirent hors de combat le croiseur Krasny Kavkaz devant Sébastopol alors sous siège des Allemands. L'unité sera davantage active en soutien du groupe d'armées Sud, le long de la rivière Mius au nord de Taganrog, pour ensuite se concentrer sur la Crimée dans la région de Kertch. Le II. groupe revint sur zone après rééquipement en Ju 87D permettant le désengagement du I./St.G 77. Le II./St.G 77 dut cependant remonter à 450 km plus au nord où l'Armée rouge contre-attaquait sur le Donets à Izioum. Seul sur Kerch, le III./St.G 77 détruisit des positions d'artilleries le 24 février et revendiqua une vingtaine de blindés (détruits ou endommagés) cinq jours plus tard. Début mai et malgré la météo capricieuse, la St.G 77 au complet mena des assauts décisifs pour la prise de la péninsule.
Les unités de Stuka prouvèrent ainsi toute leur efficacité lorsqu'elles étaient menées comme un corps, permettant des frappes planifiées et concentrées. La situation à venir du front amènera pourtant à une fragmentation graduelle de ses forces. La St.G 77 tourna entre-temps ses armes plus au nord pour la prise de Karkhov. Les premiers Stuka arrivèrent dans la région le 13 mai et, durant les deux semaines suivantes, pilonnèrent chars, artilleries, lance-roquettes mobiles, convois et concentrations de troupes. Les Ju 87 coupèrent aussi toutes retraites aux Soviétiques en détruisant cinq ponts majeurs sur le Donets.

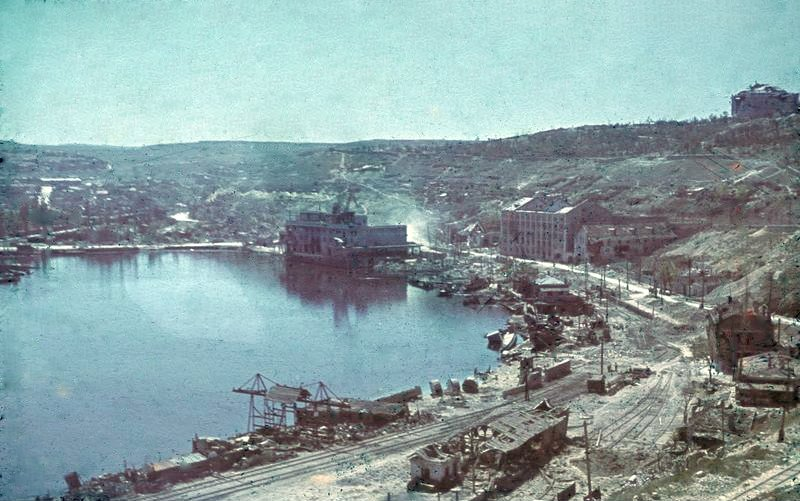
Le port de Sébastopol après la bataille, en juillet 1942.

Nul le temps de se reposer sur ses lauriers, la St.G 77 remit le cap sur la Crimée pour régler la question Sébastopol. Le 2 juin dès 6 h, toute l'escadre s'envola pour frapper à 20 min de vol à peine. Un laps de temps peu élevé pour atteindre l'altitude de piqué, mais qui permit jusqu'à huit sorties dans la journée. Pour cela, les équipages disposaient de cartes et photographies détaillées des objectifs à traiter. Le pilonnage dura cinq jours, les Ju 87 détruisant notamment la centrale électrique de la ville ainsi que la principale station de pompage. Ils attaquèrent ensuite les positions soviétiques et les villages fortifiés le long du secteur nord de la ceinture de défense extérieure. Les Stuka appuyèrent l'avance lente de l'infanterie à travers les fortifications, en pilonnant les bunkers et les batteries côtières, et en coupant l'approvisionnement par mer. Ainsi le 18 juin, la St.G 77 participa à l'attaque de cinq cargos à près de 100 km des côtes. La fin des combats approchant, le VIII. Fliegerkorps remonta en Ukraine le 23 juin mais les Stuka continuèrent à bombarder la zone portuaire et ses défenses, afin d'annihiler tout renfort russe. Le 26, le destroyer Bezuprechny fut envoyé par le fond, de même que le sous-marin S.32. Un dernier bombardement le 1er juillet précéda la chute de Sébastopol.
Dans la région de Mourmansk, la tâche du IV./LG 1, renommé I./St.G 5 fin janvier, ne diffèrera guère de l'année précédente. Cependant, les sorties requéraient désormais davantage d'escorte face à une chasse soviétique croissante et mieux organisée. Les frappes sur le réseau ferré demeurèrent tout aussi inefficaces que frustrantes, tant les Russes réparaient rapidement les voies. Dans leur rôle de soutien tactique en revanche, les Ju 87 purent répondre rapidement aux appels des fantassins. Mais les Stuka du grand nord s'illustrèrent surtout contre les navires de convois. Ainsi le 24 mars, ils endommagèrent gravement à quai le cargo anglais de 5 172 t Lancaster Castle du convoi PQ 12. Le navire sera achevé à l'ancre le 14 avril suivant dans un affluent. Dans l'intervalle le 3, les Ju 87 s'acharnèrent sur l'Empire Starlight du convoi suivant. Le I./St.G 5 envoya aussi par le fond un remorqueur et une grue flottante le 23 avril ; lors d'une seconde sortie, sept Ju 87 attaquèrent une base aérienne à Severomorsk. Le 15 mai, le groupe endommagea le sous-marin Shch-403 et le cargo américain de 6 187 t Yaka. 48 h plus tard, les Stuka bombardèrent la voie ferrée à Kandalakcha en longeant les rives de la Mer Blanche. Le 1er juin, le cargo Subbotnik fit les frais des Stuka qui perdirent un appareil. Deux autres tomberont sous les balles des chasseurs russes le lendemain lors d'une attaque contre le sous-marin Shch-404 qui sera endommagé. Enfin, le 24 juin, le dragueur de mines HMS Gossamer coula à son tour. Le I./St.G 5 bougea peu durant le reste de l'année 1942, alternant occasionnellement entre la région arctique au front finlandais.
Au centre, la contre-attaque soviétique maintient la pression pour protéger Moscou. Sur son chemin subsiste encore le Stab et le III./St.G 2 campés à environ 50 km au nord de Viazma. À la mi-janvier, ces unités parvinrent à contenir une percée ennemie dans les environs de Rjev. Le 18, des blindés signalés au nord menacèrent directement la base allemande. Aux premières lueurs du jour, les Stuka s'envolèrent toute la journée pour contre-attaquer dans des vols n'excédant pas 15 minutes. Avec l'aide des défenses au sol, l'aérodrome tint bon 72 h avant l'arrivée de la 2. SS-Panzerdivision Das Reich.
Plus au nord, les choses vont mal pour l'armée allemande dont 3 500 hommes se retrouvent encerclés dans la poche de Kholm et 95 000 autres dans celle de Demiansk. Le I./St.G 2 est le premier groupe de Stuka à arriver sur les lieux à peine rééquipé en Ju 87D. Le « Dora » représentait un grand pas par rapport à la version « Bertha » même si l'avion restait vulnérable face à son pire ennemi, la DCA. Mais le Stuka prouva à nouveau sa valeur en repoussant une percée des lignes près de Staraïa Roussa, un important carrefour routier et ferroviaire. Début février, le III./St.G 1 se joignit au I./St.G 2 et se retrouvèrent très vite sous pression pour désengager les deux poches, ce qu'ils feront avec efficacité. Le I./St.G 2 fut notamment responsable de la destruction de tout un train blindé appuyant directement l'infanterie soviétique à l'est de Demiansk. La ville se ravitailla par vagues de Ju 52 mais Kholm ne pouvait bénéficier d'un tel luxe. Grâce à leur précision de piqué, les Ju 87 furent donc également appelés pour effectuer des largages de matériels.
Les Russes concentrèrent ensuite leurs efforts le long du Volkhov reliant les lac Ilmen et Ladoga. La Luftflotte 1 se mit en ordre de bataille en mars avec trois Stukagruppen incluant, outre les I./St.G 2 et III./St.G 1, un II./St.G 2 nouvellement créé mi-janvier (l'ancien ayant été incorporé à la St.G 3 en Afrique du Nord). Le II./St.G 2 débuta bien mal sa première sortie sur Volkhov en déplorant six machines mitraillées en phase d'atterrissage par des chasseurs russes. Fin mars, la Luftwaffe opéra de nouveau contre la marine de la Baltique alors prise par les glaces (opération Eisstoß). Le 4 avril, les Stuka des II./St.G 2 et III./St.G 1 lancèrent leurs bombes sur le port de Leningrad, mais causèrent peu de dommages sur les navires de guerre et autres cargos, grandement gênés par un puissant tir de barrage. Comme à l'automne précédent, on opta pour des bombes de plus gros calibres qui n'arrivèrent que trois semaines plus tard. Le 24 avril, les Ju 87 frappèrent le croiseur Kirov à Kronstadt de deux bombes et manquèrent de peu le Révolution d'Octobre. Un avion fut perdu et un pilote gravement blessé à la mâchoire. 48 h plus tard, 40 Stuka revinrent sur Leningrad mais ne purent franchir le rideau défensif de la DCA ; ils rentrèrent cependant sans casse après s'être dépêtrés de la chasse ennemie. Début mai, les I. et II./St.G 2 se désengagèrent sans gloire de la Baltique pour Graz en Autriche. Ils seront rejoints par le III./St.G 2 rapatrié de Viaszma.
Le III./St.G 1 était entre-temps revenu sur le front de Demiansk-Kholm où la pression russe se faisait à nouveau menaçante. Durant cette période, les pertes du groupe augmentèrent graduellement, avec plus de douze équipages perdus, dont dix sous des tirs de DCA. Reste le II./St.G 1 qui durant tout l'hiver 41-42, parvint à tenir le fort sur le front central au sud-ouest de Moscou. Au printemps, le groupe repoussa également plusieurs contre-attaques soviétiques mais limita ses pertes en Stuka malgré le haut degré d'activité. Du nord au centre, II. et III./St.G 1 sont alors les seuls pour gérer près de 2 000 km de front. Les unités de Ju 87 étant trop peu nombreuses, le haut commandement de la Luftwaffe opta pour les transformer en unités mobiles autonomes, capables de se mouvoir à n'importe quel point du front sans faire appel à des avions de transports. Ces derniers atteignaient déjà leur limite, en témoigne l'utilisation d'avions écoles pilotés par des instructeurs lors des récents ponts aériens sur Demiansk. Le rééquipement de la St.G 2 se fit donc en conséquence, avec un quart des Ju 87 équipés d'un crochet de queue et quelque quarante planeurs, permettant un déploiement rapide.
Hitler se désintéressa toutefois de Moscou et lança l'opération bleue visant les champs pétrolifères du Caucase. Afin de ne pas donner le change, la St.G 2 arriva à l'est de Koursk par petites sections uniquement. L'opération débuta le 28 juin et les Stuka appuyèrent immédiatement l'avance des Panzers sur Voronej avant de jeter ses 120 Junkers dans un raid contre la ville elle-même. Le I./St.G 2 cibla une usine de chars tandis que les deux autres groupes s'en prirent à une fabrique de pièces d'artillerie et deux de munitions. Les Ju 87 ne rencontrèrent aucun chasseur ennemi et la DCA resta faible, ne causant aucune perte à l'unité. Le Führer décida néanmoins de diviser ses forces 48 h après le lancement de l'opération (renommée Brunswick) en incluant la prise de Stalingrad dans l'équation. La St.G 2 suivit ainsi le VIII. Fliegerkorps sur la grande ville de la Volga en soutien du Groupe d'Armée B, tandis que la St.G 77 et le IX. Fliegerkorps supporta le Groupe d'Armée A dans le Caucase.
Après avoir couvert le flanc droit contre Voronej, la St.G 77 se déploya dans l'avance sur Vorochilovgrad qui tomba le 19 juillet. Rostov-sur-le-Don plia à son tour quelques jours après, la St.G 77 jouant grandement sa part en célébrant ses 30 000 missions en Russie. Le 28, des éléments de l'unité ciblèrent des canonnières de la Mer d'Azov. Progressant toujours plus loin, les Stuka du Caucase permirent une avancée rapide du Groupe A qui prit en une dizaine de jours, les villes de Vorochilovsk, Maïkop et Krasnodar début août. Cependant, le mouvement s'essoufflait déjà, les Russes tenant fermement les rives de la mer Noire tandis que les champs pétrolifères de la Caspienne restaient hors d'atteinte. À contrario, l'avance du Groupe B prenait de l'ampleur. De fait, le I./St.G 77 se déploya sur Stalingrad le 22 août tandis que le Stab et le II./St.G 77 faisaient un break à Taganrog proche de Rostov pour se rééquiper. Seul le III./St.G 77 resta sur zone auquel se joignit la Ergänzungsstaffel de la St.G 2 composée de pilotes et de machines sorties d'écolage. Ces derniers feront toutefois bonne figure, participant à de nombreux raids sur Touapsé, principale base navale de la mer Noire. La Staffel joua également au chat et à la souris avec un train blindé qui sortait d'un tunnel pour frapper les positions allemandes, avant de rentrer au plus vite dans sa tanière. Une bombe bien placée scella finalement l'entrée du tunnel.
Au nord, la stabilité du front au cours de l'été ne signifiait pas pour autant un manque d'activité. Le III./St.G 1 restait sur la brèche tous azimuts et les pertes à venir (notamment trois de ses Staffelkapitän) devenaient sensibles. Le groupe passa ainsi quelques semaines à faire la navette pour attaquer des barges du lac Ladoga ravitaillant Leningrad assiégée, tout en contenant un assaut visant à reprendre Liouban, et maintenir également ouvert le goulot d'étranglement dans la poche de Demiansk. Mi-juillet, le groupe retourna dans la région du lac Ilmen avant de prendre celle d'Orel quelques jours plus tard, la zone ayant été délaissée depuis un mois par le II./St.G 1 dépêché plus au sud pour aider à repousser une contre-offensive d'une puissante force blindée. La lutte anti-char constitue également le quotidien du III./St.G 1 dans la région d'Orel, des blindés souvent bien cachés mais qui trahissent leurs présences de par leurs traces de chenilles. Aux 41 chars détruits et 52 autres endommagés s'ajoutèrent en quelques jours de nombreux convois de véhicules, des positions d'infanterie et des villages fortifiés. En septembre, le groupe retourna sur Leningrad puis demeura près du Ilmen pour le reste de l'année.
À l'exception du III./St.G 2 cantonné à Viazma sur l'axe Smolensk-Moscou, la Immelmann Geschwader ouvrit efficacement la voie pour la 6e armée à travers les plaines du Don. Le 29 juillet, ses Stuka posaient déjà pieds à Oblivskaïa à seulement 150 km de Stalingrad. Se joignit à la bataille le II./St.G 1 qui opérait indépendamment il y a peu à l'est de Kharkov et autour de Taganrog sur la Mer d'Azov. Les Ju 87 détruisirent quantité de chars, de véhicules et de pièces d'artilleries. Le I./St.G 77 également présent sur zone ne resta que très peu de temps : après avoir effectué de nombreuses attaques au nord-ouest de Stalingrad au profit de la 16e Panzerdivision, le groupe se replia pour se rééquiper. Les derniers jours d'août à Oblivskaïa sont sans répit pour les I., II./St.G 2 et II./St.G 1 qui doivent faire face à une contre-attaque de blindés ennemis, au prix de plusieurs pertes. Sur Stalingrad même, les Stuka étaient souvent appelés pour attaquer des cibles spécifiques. La St.G 2 disposait par ailleurs de Bf 110 pour la reconnaissance aérienne permettant d'affiner les cartes et les objectifs à traiter.

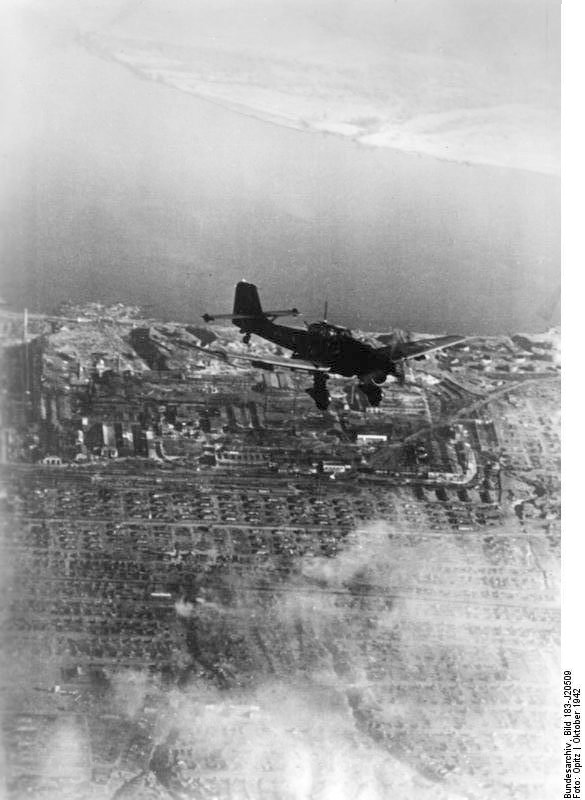
Un Junkers Ju 87B au-dessus de l'Union soviétique, pendant la Bataille de Stalingrad (octobre 1942).

Mi-septembre, les Stukagruppen avancèrent à Karpovka offrant un terrain en pente douce situé à seulement 40 km à l'ouest de Stalingrad. Chaque mission prenait désormais moins d'une heure et les équipages pouvaient effectuer huit sorties dans la journée. Mais dans une ville en ruine et la promiscuité des troupes des deux camps, les bombes doivent être larguées avec précision. Et malgré les précautions (reconnaissance, contacts radios, marquage au sol, circuit d'attente…), des tirs fratricides ne pourront être évités. En octobre et avec la prise des deux tiers de la ville, les Stuka tournèrent leurs armes contre les derniers tiers accumulés sur les rives de la Volga. Puis avec le retour du I./St.G 77, les Ju 87 détruiront les ponts sur le cours supérieur du Don mais que les Russes reconstruisent presque aussitôt. Le 19 novembre, l'Armée rouge débuta sa prise en tenaille de la 6e armée. En raison du mauvais temps, le seul I./St.G 2 effectua ce jour-là la majorité des 120 sorties de la Luftwaffe, mais n'empêchera pas la IIIe armée roumaine tenant le flanc nord de céder.
Karpovka se retrouva également bientôt prise à partie. Les appareils soviétiques harcelèrent continuellement le terrain allemand mais leur manque de précision permit aux Ju 87 de maintenir leurs efforts, afin d'appuyer les troupes aussi longtemps que possible. Le 22 novembre, la base est directement menacée par une percée soviétique, mais la Luftwaffe repoussera temporairement l'ennemi malgré des pertes sensibles. 24 h plus tard, les Stuka se replièrent sur Oblivskaïa et seul un petit commando sous les ordres du Leutnant Heinz Jungclaussen continuera les opérations dans la poche malgré la neige, jusqu'à épuisement des munitions et du carburant, avant d'évacuer. Quelque 500 membres du personnel au sol de la St.G 2 demeureront sur place pour défendre les lieux armes à la main, pour un sort incertain. Le II./St.G 1 se replia jusqu'à Morozovsk et après encore quelques missions sur le Don, partit à l'arrière du front pour rééquipement, laissant ses derniers appareils à la St.G 2. Le 25 novembre, Oblivskaïa se retrouve à deux doigts d'être submergée par toute une division d'infanterie suivie d'une percée de blindés l'après-midi. Les équipages de Ju 87 anéantiront fiévreusement les deux assauts dans un ballet incessant de sorties. À la fin du mois, les Stuka encore disponibles combinèrent leurs forces en un petit groupe (le Einsatzgruppe I.St.G 2) à Morozovsk.
La veille de Noël, l'unité doit à nouveau faire mouvement à l'ouest sur Tazinskaja mais les pilotes rebrousseront chemin à cause du mauvais temps. Un contretemps qui leur sauvera la vie car les Soviétiques venaient d'attaquer Tazinskaja, anéantissant sur place une escadre de transport. Seuls et sans couvertures terrestres, les Ju 87 livreront combats à l'infanterie pendant une semaine au nord de la ville et aux environs de leur propre terrain, avant l'arrivée salvatrice de renforts terrestres et aériens, afin de consolider un semblant de rideau défensif.

##### Remise à niveau 1943
Avant même la capitulation allemande à Stalingrad, l'armée russe débuta son avance à travers les méandres du Don. La zone est une steppe plate à perte de vue mais crevassée par de larges ravines permettant aux véhicules ennemis de se camoufler. Pour les brides du I./St.G 2 encore présents, traquer ses véhicules, qui plus est sous la neige, revenait à chercher une aiguille dans une botte de foin. Fin janvier, les Ju 87 réduits à peau de chagrin combattent à Chakhty dans le bassin du Donets et traquent véhicules, canons et chars parqués parmi des sites industriels, des forêts ou des mines. En février, la St.G 2 opérait en majorité dans la région ukrainienne de Donetsk mais la couche neigeuse rendait tout décollage et atterrissage chronophage. La troisième semaine de février, la reprise de Kharkov par les Russes mobilisa le Gefechtsverband Hozzel, un détachement de Stuka comprenant les I. et I./St.G 2, le II./St.G 1 fraîchement rééquipé ainsi que le I./St.G 77 retiré d'un bref séjour dans le Kouban. Les Soviétiques ayant engagé peu de moyens, les Ju 87 passèrent plusieurs jours à opérer dans leur rôle traditionnel d'artillerie volante. Parallèlement et toujours en février, le I./St.G 3, un habitué du sable africain, se voit affecté dans le secteur du Kouban pour mener des attaques contre la tête de pont établie par les Russes au port de Novorossiïsk. L'y rejoindront en avril, le I./St.G 2 et le III./St.G 77 pour former le Stukaverband Kupfer.
Parallèlement, un nouveau système d'arme est mis au point pour la lutte anti-chars, avec l'adoption de deux énormes canons de 37 mm. Une unité spéciale est très vite mise sur pied et effectua les premiers essais à Briansk en mars. Après une quinzaine de jours d'essais sur des cibles factices, l'unité est envoyée d'urgence en Crimée destination Kertsch. Les Russes se rapprochent de la péninsule et les chars ennemis sont toujours plus nombreux. Mais le Stuka canon s'avère de prime abord peu efficace, en fait trop vulnérable à la DCA en raison de la baisse de ses performances. En avril, les Soviétiques tentèrent de déborder en empruntant les régions marécageuses de la pointe sud de la mer d'Azov en utilisant des transports amphibies en bois. Les nouveaux Stuka – baptisés Ju 87G - furent alors envoyés sur zone et en quelques jours, pulvérisèrent plus de 100 barges, prouvant finalement l'efficacité du procédé.
À la mi-juin, deux escadrilles expérimentales de Ju 87G seront créées, puis réparties et absorbées par la St.G 2 et la St.G 1 en tant que dixième escadrille anti-chars. Depuis février, cette dernière tient le secteur central du front, mais ne pourra empêcher les Soviétiques de reprendre Rjev le 3 mars. Afin de conserver le secteur d'Orel, Livny, plaque tournante du réseau d'approvisionnement de l'Armée rouge, subit un bombardement massif de He 111 et de Ju 87 des II. et III./St.G 1, qui ciblèrent plus particulièrement une gare et un dépôt de munition, dont la destruction laissa la ville ravagée. Quelques jours plus tard, le II./St.G 1 subit toutefois un sérieux revers en perdant la moitié de ses 36 avions - soit 9 avions abattus et autant lourdement endommagés - lors d'une attaque sur une autre gare au sud d'Orel.
Opérant à la fois au sud du lac Ladoga et le cercle arctique grâce à l'adoption d'une quatrième escadrille (4./St.G 5), les 32 machines du I./St.G 5 gèrent quant à elles 2 000 km de front. Entre janvier et juin 1943, quelque 200 attaques furent ainsi menées sur la ligne de chemin de fer ravitaillant Mourmansk, pour quatre Ju 87 perdus. Début juin, le I./St.G 5 devint I./St.G 1 en remplacement de celui opérant en Afrique (devenu entre-temps II./St.G 3). Afin de maintenir une présence dans le grand nord, un nouveau I./St.G 5 fut alors créé en Norvège sur la base de la 4./St.G 5 restante. Les missions du nouveau groupe ne différeront pas de son prédécesseur, à savoir la « neutralisation » de la voie ferrée et des frappes sur les ports et installations côtières. Enfin, et afin de renforcer encore le front central, le III./St.G 3 (lui aussi ancien d'Afrique), fit le déplacement en URSS. Avec les St.G 1, 2 et 77 désormais au complet, les Stuka étaient désormais parés pour la prochaine grande bataille.

##### Koursk et le déclin
Le 5 juillet 1943 est lancée l'opération Zitadelle. Environs 350 Stuka y participèrent répartis comme suivant : sur le flanc nord, les Ju 87 de la St.G 1 et le III./St.G 3 ; au sud autour de Kharkov, les six groupes des St.G 2 et 77. À 4 heures du matin, Stab et III./St.G 1 s'élancèrent en premier pour bombarder la gare de Koursk sans trop de difficulté. Le II./St.G 1 qui suivit subira en revanche de lourdes pertes sous les tirs des chasseurs soviétiques toujours plus nombreux, notamment des La-5 et Yak-9,. Initialement, seuls les Ju 87D sont engagés, en priorité contre les canons antichars jugés plus redoutables encore que les chars soviétiques. Le Ju 87G rentre alors en jeu et « Dora » et « Gustav » se répartissent bientôt les tâches : les premiers se chargent de réduire au silence les batteries de DCA et l'infanterie ennemie, tandis que les seconds s'attaquent aux chars. Les avions-canons dépassèrent ainsi toutes les espérances et permirent de détruire quantité de blindés. Volant du matin au soir, appelés partout où c'était nécessaire, les pilotes de Stuka accumulèrent quantité de missions même pour ceux arrivés tardivement au front. Mais les pertes allèrent naturellement en augmentant, et n'épargneront pas non plus les vétérans. Plus encore que la chasse, la DCA se montra bien plus mortelle pour les Ju 87 pourtant capables d'encaisser durement les tirs.
Mi-juillet, les Allemands n'avancent plus et la St.G 2 passa sur le flanc nord où la situation de la Wehrmacht n'est guère brillante. Le II./St.G 1 retourna brièvement à Leningrad avant de revenir défendre le front de Smolensk. À Koursk, les Ju 87 participèrent à une énorme contre-offensive aérienne et sauvèrent deux armées allemandes de l'encerclement, réduisant l'attaque de la 11e armée soviétique à seulement 33 chars. À l'issue de la bataille, la Luftwaffe n'alignait plus qu'un total de 184 Stuka, une bataille qui saigna les Stukagruppen plus que tout autre, avec notamment la perte de sept porteurs de la Croix de Chevalier. Le III./St. G 3 fut alors transféré en Crimée, une zone délaissée par le I./St.G 3 deux mois auparavant. La St.G 1 opéra encore sur le front central en septembre avant de reculer jusqu'en Biélorussie le mois suivant. Pendant ce temps-là, la St.G 2 couvrait deux Panzerarmee jusqu'au Dniepr, évitant l'encerclement des forces au sol de Kharkov jusqu'à la Mer d'Azov. La dernière semaine de septembre, ses appareils se trouvaient à Dnipropetrovsk sur la rive est du fleuve, mais les attaques incessantes rendirent cette position intenable, forçant l'escadre à reculer toujours un peu plus en Ukraine. La St.G 77 couvrait également les forces terrestres pour tenir le Dniepr, le I./St.G 77 à Poltava sur le flanc gauche, les deux autres groupes le long de la Mer d'Azov, notamment à travers la ville de Marioupol.

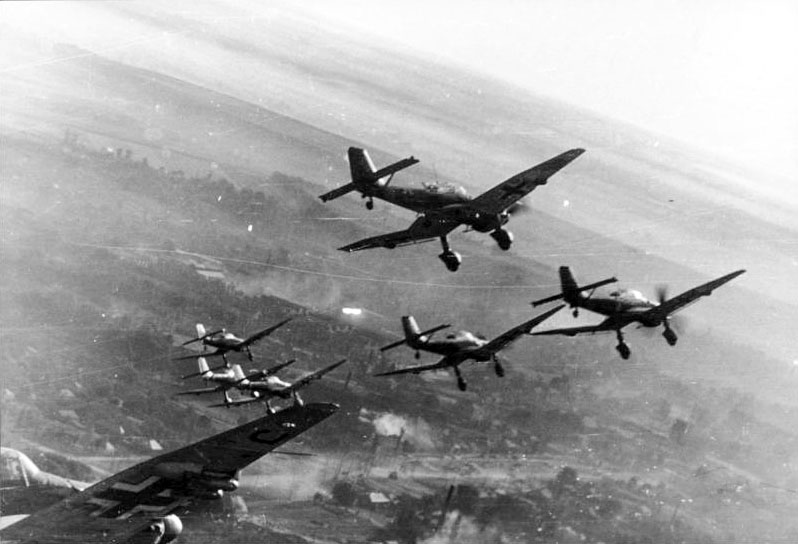
Ju 87D sur le front Est durant l'hiver 43-44.

Les derniers coups d'éclats des Stuka en URSS se dérouleront en mer Noire. Dans la nuit du 5 au 6 octobre, trois destroyers russes menaçaient des navires d'évacuation et les ports du sud de la Crimée. Débusqués par des sous-marins puis par une reconnaissance aérienne aux premières lueurs du jour, les Ju 87 du III./St.G 3 trouvèrent le Kharkov de 2 500 t et l'immobilisèrent par plusieurs coups au but. La seconde vague de Stuka se scinda pour attaquer les trois bateaux simultanément, afin de déborder l'artillerie anti-aérienne. Le Kharkov subit à nouveau de sévères dommages tout comme le Bezposhchadny. Moins touchés, le Sposobny prit alternativement ses deux confrères en remorque pour se mettre hors de portée. Peine perdue, une troisième attaque fit exploser le magasin à munitions du Bezposhchadny tandis que l'équipage du Kharkov abandonna le navire de nouveau touché. Alors que le Sposobny récupérait les naufragés, il reçut deux bombes d'une quatrième vague qui l'envoyèrent par le fond.
De nouveau sollicitées en petit nombre au cours de la bataille de Kiev, les unités de Ju 87 surpassées seront bien incapables d'endiguer l'avance des Soviétiques. Par ailleurs, et du fait de la supériorité numérique russe dans les airs, beaucoup de Stukas sont détruits au sol lors de bombardements et plusieurs pilotes allemands seront tués de cette manière. Comme en Afrique et depuis longtemps, les unités de Stukas se révèlent trop peu nombreuses pour soutenir un front aussi large que celui de la Russie. Le bombardement en piqué était idéal pour soutenir l'offensive allemande ; or en cette fin d'année 1943, la Wehrmacht est partout sur la défensive. Le Ju 87 est contraint de jouer les « pompiers d'urgence », bien loin de son rôle initial. C'est pourquoi dans l'intervalle du 18 octobre 1943, les unités St.G devinrent des Schlachtgeschwadern (escadres d'assaut) SG, et progressivement converties sur le nouveau chasseur-bombardier Focke-Wulf Fw 190F ou des avions d'assaut Hs 129. Les Sturzkampfgeschwader venaient de cesser d'exister,.

##### La fin du Stuka, le Ju 87 jusqu'au bout
Les Fw 190 étaient encore peu nombreux en cette fin d'année 1943. Début 1944, les nouvelles unités SG portent leurs effectifs à 500 machines, dont 300 sont des Fw 190. Loin d'être mis au placard, les Ju 87D usèrent de leurs deux canons d'ailes de 20 mm pour effectuer des attaques au ras du sol et non plus en piqué, tandis que plusieurs appareils subiront des modifications (Ju 87D-7 et D-8) pour le harcèlement nocturne (voir plus bas). La fabrication du Ju 87 prit fin en octobre 1944, mais il resta en service jusqu'au bout. La plus célèbre version reste le fameux Ju-87G anti-char, irremplaçable à la Luftwaffe dans ce rôle. Volant au sein des Panzerjägerstaffel (escadrille de chasseur de chars), c'était une plate-forme de tir stable et sa capacité de destruction était particulièrement meurtrière. En une mission, le Junkers 87G pouvait détruire plusieurs blindés avec ses canons de 37 mm, tandis qu'un Fw 190 ne pouvait espérer en faire autant avec son armement interne, et encore, en prenant soin de viser les parties vulnérables du blindé (en général le moteur).
Certes plus lent que le Fw 190, le Ju 87 était en revanche, de loin, plus résistant, surtout face à la DCA.
On note par ailleurs que les pertes en pilotes et en machines au sein des unités d'attaque au sol allemandes seront proportionnellement plus élevées après leur conversion sur Fw 190. Souvent accompagnés de Ju 87D armés de bombes conventionnelles et de Fw 190, une dizaine de Ju-87G à canons pouvaient ainsi se frayer un chemin à basse altitude (très souvent sans escorte, pénurie de chasseurs oblige), résister aux attaques des chasseurs soviétiques grâce à leur robustesse, puis attaquer les hordes de blindés soviétiques avant de filer pour échapper aux tirs terrestres ennemis. Ses capacités à remorquer les planeurs, afin de déménager hommes et matériels d'une base à l'autre, s’avèrent particulièrement utiles sur un front en perpétuel mouvement. En outre, du fait de son train d'atterrissage robuste, bon nombre d'équipages de Ju 87 abattus en territoire ennemi furent sauvés par d'autres équipages de Ju 87 en se posant à proximité des lieux du crash et en ramenant à leur bord leurs infortunés collègues, leur évitant ainsi la capture, voire la mort. Autre avantage et non des moindres, la largeur des pneus du Ju 87 lui permettait de décoller et d'atterrir sur des terrains détrempés par la boue (fréquente en Russie), alors que d'autres appareils plus petits devaient obligatoirement opérer sur des pistes en dur, parfois loin de la ligne de front. Les carénages des roues étaient alors souvent démontés pour éviter l'accumulation de boue.

##### Ultimes opérations

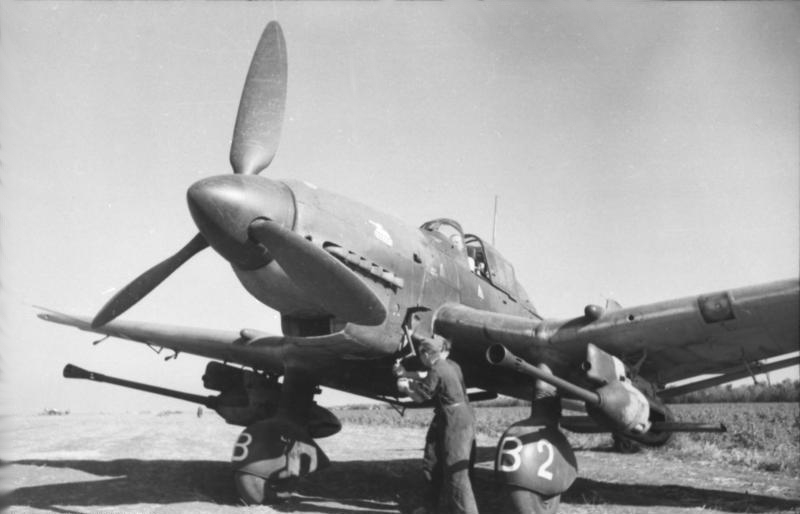
Un chasseur de chars Ju 87G armé de ses canons antichars Bordkanone de 37 mm sous les ailes en cours de démarrage à l'aide d'une manivelle. Ainsi armé, le Ju 87 était surnommé le Kanonenvogel ou oiseau canon.

En janvier 1944, le III./SG 2 se bat contre la 67e brigade blindée dans la région de Kirovograd en plein centre de l'Ukraine. Lors de l'opération Bagration à l'été 1944, 12 groupes de Ju 87 et cinq groupes mixtes (dont des Fw 190) sont en ordre de bataille. À la même période, les Soviétiques ont libéré Leningrad et poussent désormais jusqu'en Finlande. Conscients du danger, les Finlandais demandèrent de l'aide en urgence à l'Allemagne. Une force de frappe, le Kampfgruppe Kuhlmey (du nom de son commandant) est envoyée dans le secteur. Elle comprend notamment le I./SG 3 et le groupe de chasse II./JG 54. Les Finlandais ont brisé les codes secrets des Soviétiques et peuvent renseigner efficacement les avions allemands. Les Ju 87D dispersent avec succès les troupes au sol et détruisent 200 chars soviétiques tandis que les chasseurs revendiquent 150 victoires. Le KG Kuhlmey perdra 41 appareils, mais contribuera à l'arrêt définitif de l'offensive stratégique soviétique en Finlande.
Mi 1944, les SG 1, 2, 3, 5 et 77 possèdent chacune jusqu'à plusieurs dizaines de Ju 87 opérationnels pour les opérations diurnes. Seuls la SG 1, 2 et 77 disposent d'une dixième escadrille anti-char. En 1945, la pénurie chronique de carburant limita les vols de Ju 87 désormais majoritaires au sein des unités nocturnes. Dans les derniers mois de la guerre, le Ju 87 était toujours capable d'infliger des pertes à l'ennemi, l'avion participe notamment à la défense de Berlin. Le 12 janvier 1945, le 1er front biélorusse lance l'offensive de la Vistule-Oder. Mais l'avance trop rapide ne permet pas un soutien aérien suivi, les avions étant incapables d'utiliser les aérodromes des avant-postes, transformés en bourbier. Postés en Allemagne sur des installations bien équipées, les aviateurs allemands peuvent mener des attaques sans interruption contre les colonnes de l'armée soviétique, qui perdent plus de 800 véhicules en deux semaines. Au cours des trois premiers jours de février 1945, 2 000 véhicules et 51 chars disparaissent à nouveau des effectifs. Les Ju 87 parviennent à sauver Berlin, mais pour un répit de trois mois seulement. Quelques jours avant la fin du conflit, les Ju 87 devront également faire face à la chasse américaine, tout en continuant à détruire les blindés soviétiques jusqu'à la fin.

### Les Ju 87 de nuit
Comme vu plus haut, le NSGr 10 se bat déjà contre les partisans dans le nord des Balkans puis la Hongrie. Le groupe intégrera ensuite la Luftflotte 4 sur le front est jusqu'à la fin de la guerre.
Les Ju 87 de nuit seront principalement à l'œuvre en Italie. En octobre 1943 déjà, dix équipages expérimentés du NSGr 3 opérant alors sur Fw 58 en URSS furent reconvertis sur son équivalent italien Caproni Ca 314 pour un déploiement au nord de l'Italie. Ainsi naquit la 1./NSGr 9, bientôt rejointe par la 2./NSGr 9 composée de CR.42. Les avions italiens étant toutefois peu appropriés, on fit appel aux Ju 87D déstockés du SG 151 voisin pour rééquiper la 1.Staffel dans un premier temps. Fin mars 1944, les « Dora » intervinrent au-dessus de la tête de pont d'Anzio avec plusieurs d'entre eux abattus par la DCA. L'arrivée de la 2./NSGr 2 du front Est fin mai permit de constituer une 3./NSGr 9 et in fine, un groupe entièrement composé de Ju 87. Ces avions se distinguaient par d'imposants cache-flammes de chaque côté du capot moteur, d'une peinture en noir sur les surfaces d'intrados et la suppression des marques de nationalité ; plus tard, ils embarqueront aussi un système de localisation Egon,.
Le NSGr 9 contestera la progression des Alliés à traverser les Alpes jusqu'à la frontière autrichienne, et ce, jusqu'à la fin du conflit. Les trois Staffeln opéreront le plus souvent indépendamment et rarement par plus de deux avions, compensant ce faible nombre par une multiplication des sorties, profitant au maximum des clairs de lune. Les cibles comprenaient des aérodromes, des concentrations de troupes, des positions d'artilleries et des convois routiers. Mais les pertes du NSGr 9 augmenteront inévitablement du fait de Beaufighter chasseur de nuit, de la DCA et des raids sur ses propres terrains. Fin 1944, la dotation du groupe ne comprenait plus qu'une douzaine d'avions, qui resteront la plupart du temps cloués au sol l'année suivante faute de carburant. En février 1945, la 1./NSGr 9 débuta sa reconversion sur Fw 190 tandis que les deux autres Staffeln ne peuvent plus que monter des missions sporadiques au cours des deux mois suivants. Le 27 avril, les treize Ju 87 encore valides se poseront définitivement près d'Innsbruck en Autriche.
Les Ju 87 de nuit seront également présents dans les Ardennes et en Belgique lors de la contre-offensive allemande en décembre 1944. La 3./NSGr 1 flanquée d'avions des NSGr 2 et 20 se concentreront individuellement sur les troupes, l'artillerie, les véhicules et les blindés des principaux axes de ravitaillement. Quelques appareils seront abattus par la DCA ou des chasseurs de nuit américains P-61, des pertes inversement proportionnelles aux dégâts occasionnés, qui plus est par un nombre retreint d'appareils allemands.
Le Ju 87 fut même utilisé en Normandie. Le II./SG 103 (une unité d'entraînement) rameuta en urgence tous les Ju 87 disponibles à l'Ouest en état de voler (des premières versions « Anton », des « Cäsar » et même le prototype V-3), avec à leur bord aviateurs et instructeurs. Ce groupe improvisé était certainement destiné à frapper la flotte d'invasion la nuit suivant le débarquement, mais la formation fut repérée et interceptée par des chasseurs US au soir du 6 juin et perdit cinq machines (les Américains en revendiquèrent plus du double). Il n'y eut par la suite plus aucune mission de ce type.
À la fin du conflit, les Ju 87 de nuit représentaient les deux tiers des quelque 150 appareils encore en service.

### Ju 87 sous d'autres couleurs
Le Ju 87 et ses performances pour l'attaque de précision engendrèrent son succès à l'exportation. Le Ju 87 fut ainsi livré à plusieurs pays des forces de l'Axe (voir également pays utilisateurs).

#### Italie
Dès l'été 1940, une quinzaine de pilotes italiens débutèrent leur entraînement à Gratz, suivis d'une seconde promotion dans les mois suivants. Pour la plupart d'anciens pilotes de chasse, les Italiens se montrèrent assidus et enthousiastes, appréciant leur nouvelle monture à contrario de leurs anciens appareils (des SM 85) qui s'étaient révélés décevants. Les premières machines provenaient d'unités allemandes et repeintes aux couleurs italiennes. Ils prirent le nom de « Picchiatelli » (fou), mot prolongé de « Picchiata » signifiant « piqué », un jeu de mots provenant du mouvement particulier que faisait l'avion pour attaquer. Le 96e Gruppo et ses deux squadriglie (236 et 237) - soit 50 Ju 87 - débarquèrent à Comiso en Sicile en août 1940 à la même période que le porte-avions anglais Illustrious. Le 2 septembre 1940, 30 Junkers engagèrent le grand navire, chaque belligérant prétendant avoir causé des dommages à l'autre. 48 h plus tard, les Picchiatelli frappèrent Malte mais portèrent leur attention sur le Fort Delimara à défaut de localiser les navires cargos. Le 15, la base aérienne d'Hal-far subit à son tour des frappes des Picchiatelli, puis celle de Luqa deux jours plus tard avec une précision chirurgicale, qui lui coûta toutefois sa première perte.

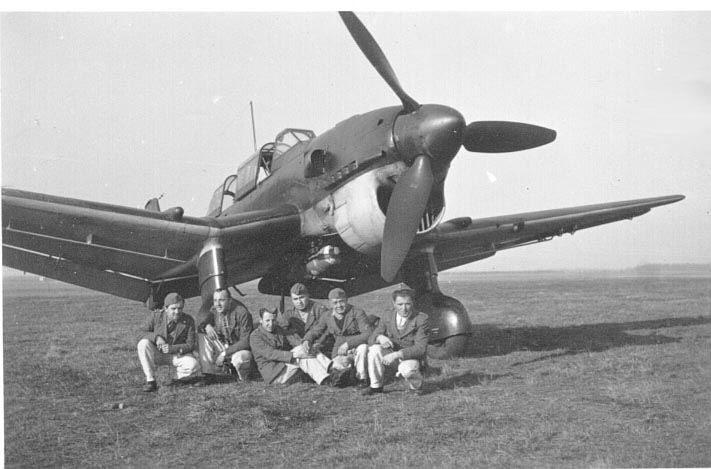
Ju 87 en service dans les forces italiennes.

L'Italie tourna ensuite ses armes vers la Grèce au départ de l'Albanie. Le 96e fit le déplacement à Lecce d'où il opéra fin octobre 1940. Le 2 novembre, un premier raid de six Ju 87 attaqua Corfou, cinq autres de type « R » frappèrent plus loin à l'intérieur des terres de Yannina. Malgré le pilonnage des ponts et de l'artillerie, les Grecs repoussèrent l'offensive italienne. La Regia Aeronautica décida alors de lancer un second Gruppo de Picchiatelli. Le 97e, comprenant les 238 et 239 squadriglie fut ainsi déclaré opérationnel à Comiso en novembre. Après une sortie manquée sur des cargos de la Royal Navy le 28, le 97e se déplaça en Albanie. Pour le reste de l'année, les deux Gruppo concentreront leurs frappes le long des côtes grecques et du relief montagneux attenant. Les pertes seront marginales et principalement dues à des tirs du sol, mais l'échec italien en Grèce amènera les Allemands à intervenir pour débloquer la situation.
Le 96e retourna en Sicile le 8 janvier 1941 et attaqua Malte le lendemain. 24 h plus tard, une poignée de Stuka italien se joignirent à une quarantaine de leurs homologues allemands qui mirent à mal l'Illustrious. Ce genre d'association deviendra monnaie courante dans les mois à venir. Le Gruppo se joignit ensuite au I./StG 1 et II./StG 2 en Libye pendant que le 97e poursuivait sa dure campagne dans les Balkans. En l'absence du 96e en Afrique, deux nouvelles squadriglie, les 208 et 209 virent le jour. La 209 échangea sa place avec la 238 tandis que cette dernière forma avec la 208, un nouveau 101e Gruppo. Le 97 - comprenant désormais les 209 et 239 squadriglie - poursuivit ses raids dans le détroit d'Otrante. Le 22 mars, la 239 coula un navire et en endommagea un autre grâce à la méthode « Cenni » du nom de son inventeur. Partant du fait que la Regia Aeronautica ne pouvait bombarder comme la Luftwaffe (une succession continue d'avions piquant sur l'objectif pour submerger la cible), le Capitano Giuseppe Cenni opta pour une tactique d'attaque à basse altitude à l'horizontal à grande vitesse. La bombe « rebondissait » ainsi sur l'eau un peu comme le ricochet d'une pierre, avant de frapper la coque du navire. Cette technique sera reprise plus tard par les Américains dans le sud-ouest du Pacifique, ainsi que par les Britanniques avec la fameuse bombe Wallis. Le 4 avril, le cargo grec de 932 t Susanna fut victime de la méthode « Cenni », tandis que les Grecs crurent avoir affaire à des bombardiers torpilleurs. Cependant, l'intervention des Stuka italiens restera assez anecdotique. Trop peu nombreux et dépendant de leur allié allemand, les Picchiatelli ne pourront jouer qu'un rôle secondaire durant le reste de la guerre.
Le 101e Gruppo basé à Tirana et le 97e à Lecce commencèrent également à frapper la Yougoslavie. La 239 squadriglie en particulier traversa la mer Adriatique dès le début des hostilités pour bombarder le port de Kotor et perdit un appareil. Le 10 avril, l'unité se déplaça à Lesi où elle monta plusieurs raids sur les côtes de Dalmatie, attaquant des torpilleurs et endommageant un transport d'hydravion, tout en perdant plusieurs équipages à cause de la DCA. La 101 se concentra davantage à l'intérieur des terres et subit également des pertes. La campagne de Grèce achevée, les Ju 87 du 97e ciblèrent du 20 au 21 avril les berges du canal d'Otrante et des navires dans la baie de Corfou. Le Capitano Cenni démontra une nouvelle fois son habileté en coulant un vapeur de 1 102 t.
En Afrique, le 96e Gruppo se retrouva temporairement détaché au III./StG 1 pour compléter ce dernier amputé d'une de ses escadrilles. Lors de la première attaque combinée, les Picchiatelli ne purent rester groupés aux Stuka allemands et larguèrent trop haut. Après une remise à niveau du Kommandeur du III./StG 1, la seconde mission se déroula cette fois parfaitement. En mai, le 97e traversa à son tour la Méditerranée pour l'Afrique tandis que le 101e se vit la tâche de monter des attaques sporadiques nocturnes sur Malte au départ de la Sicile pour le reste de l'année 1941. Une mission notable se déroula le 14 septembre lorsque dix Ju 87 de la 209 squadriglie perdirent à la fois leur escorte de Bf 109 et leur chemin. Tous les appareils furent alors contraints d'atterrir en plein désert et huit membres d'équipage finiront capturés. Un des appareils put, après maintes péripéties et non sans mal, être remis en état de vol par les Anglais.
Fin mai 1942, le 97 réapparut sur Malte pour des attaques nocturnes et passa sous désignation 102 Gruppo sous les ordres du redoutable Giuseppe Cenni. À l'instar du 101 avant lui, le groupe poursuivit le harcèlement de Malte les six mois suivants. Lors de l'opération Vigorous, les Picchiatelli du 102 tentèrent une action sur le convoi le 14 juin, mais sans résultat. Ils eurent plus de succès le 13 août lors de l'opération Pedestal (malgré trois pertes), ayant fait pour l'occasion le déplacement sur l'île de Pantellerioa. À la fin de l'année, le 102 ne comptait plus que deux avions opérationnels et se retrouva dans l'incapacité de mener quelconque mission.
En 1943, le 102 Gruppo se reconvertit sur Reggiane Re.2002 chasseur-bombardier, alors que le 101 volait déjà sur Fiat CR.42 dans un rôle similaire. Dès le début de l'année, la Regia Aeronautica avait pris livraison de Ju 87D. Mais plutôt que de rééquiper les unités déjà existantes, les nouveaux avions approvisionnèrent deux nouveaux Gruppo : 103 et 121. Peu expérimentés, les nouveaux pilotes subiront de lourdes pertes lors des opérations de défense de la Sicile et de l'Italie. Le seul succès connu sera la destruction du destroyer américain USS Maddox. Les Picchiatelli survivants du 121 se replièrent en Sardaigne bien avant la fin de la campagne sicilienne, tandis que le 103 cessait purement d'exister. Lorsque l'Italie changea de camp et que le nord continua à soutenir Mussolini, une poignée de Ju 87 fut utilisée par les deux factions dans un rôle secondaire.
Les Junkers Ju 87 en service au sein des forces italiennes furent affublés à tort par les Alliés de la désignation de Breda Ba 201, alors que celle-ci désignait un avion différent.

#### Roumanie
Avant le déclenchement de la guerre puis après son ralliement le 23 novembre 1940 aux forces de l'Axe, l'aviation roumaine (la AAR) se dote de plusieurs appareils militaires de toutes origines. Elle se voit cependant refuser une commande de 60 Ju 87 au début de 1939, même après le déclenchement de Barbarossa. Hitler rechignait en effet à fournir son allié en appareils modernes, encourageant plutôt la Roumanie à produire ses propres avions pour défendre la région pétrolifère de Ploiesti. D'autres demandes en 1942 resteront vaines jusqu'au début de l'année 1943, date à laquelle la Luftwaffe possède davantage de Ju 87 que d'équipages. Les Roumains tentèrent alors une nouvelle fois d'acquérir le Stuka, une demande cette fois-ci accordée sous forme d'un prêt de 45 machines de la dernière version « Dora ». Habitués aux avions lourds, les pilotes roumains apprendront rapidement à maîtriser leurs nouvelles montures.
C'est sous commandement allemand que le Grupul 3 effectua ses premiers engagements avec le Ju 87 le 17 juin 1943, en attaquant deux villages tenus par les Soviétiques. Le lendemain, l'unité subit sa première perte lorsqu'un appareil endommagé par la DCA se crasha à l'atterrissage (pilote blessé). Les deux semaines suivantes, le Grupul opéra quotidiennement sur la rivière Mius sans une seule perte. Les Stuka roumains attaqueront l'artillerie de campagne et anti-aérienne, les troupes et les véhicules, les dépôts de munitions et d'essence, et neutraliseront également le réseau ferroviaire,.
Le 5 juillet 1943, les Ju 87 roumains se déplacèrent à la pointe est de la Crimée à Kertch, fournissant ainsi l'unique support aérien de l'Axe sur la tête de pont du Kouban. Les pilotes roumains et leurs avions démontrèrent leur efficacité non seulement pour l'appui aux troupes au sol, mais aussi pour le largage de mines et l'attaque de navires légers en mer. En réalité, jamais l'Axe ne disposa d'un soutien aérien aussi efficace de toute la guerre. Les pilotes roumains se distinguèrent notamment le 12 août en détruisant en trois missions un détachement entier de blindés et de troupes. Quatre jours plus tard, les Ju 87 incendiaient un grand dépôt de carburant. Les pertes seront peu nombreuses et essentiellement dues à des tirs au sol ou par accident. Plusieurs pilotes roumains devinrent ainsi de véritables vétérans sur cet appareil. Initialement prévu pour vingt jours, le séjour en Crimée du Grupul 3 durera finalement trois mois. À la fin des quatre premières semaines, 33 Stuka roumains avaient subi des dommages à des degrés divers. En quittant la Crimée le 1er octobre, 9 machines manquaient à l'appel.
Le même jour, le Grupul 3 s'établit au nord de l'isthme de Perekop pour y mener près de cinquante missions supplémentaires tout en perdant trois Junkers. Puis retour au centre de la Crimée pour défendre la péninsule sous pression soviétique, une tâche qui durera six mois supplémentaires. Les Stuka roumains y effectueront 1 500 sorties individuelles, ne perdant que 15 appareils toutes causes confondues. Une nouvelle fois, les Stukisti seront souvent seuls pour assurer l'appui aérien nécessaire aux troupes de l'Axe dans cette région, et les remerciements des fantassins ne manqueront pas. Les Roumains enragèrent pourtant quand le 10 avril 1944, ils reçurent l'ordre d'évacuer les lieux en laissant sur place leurs Ju 87 encore opérationnels. Les Allemands récupéreront donc treize appareils qui finiront pour la plupart détruits par le génie.
Qu'à cela ne tienne, les Allemands en difficulté livrèrent 25 nouveaux appareils D-5 aux Roumains, impressionnés par les faits d'armes de ces pilotes, désormais obligés de défendre leur propre pays,. Le 14 mai, huit Ju 87 roumains bombardaient déjà un pont sur le chemin des troupes adverses. Parallèlement, un second Grupul (no 6) fut mis sur pied en Pologne. Fort de 28 Doras, il prit place à Husi à 25 km du Grupul 3, les deux unités opérant bientôt de concert. Le 30 mai 1944, ils montèrent une opération combinée de 93 sorties, ne perdant que quatre avions. Du reste, l'activité ne désemplit pas jusqu'à la première semaine de juin. Suivant la tendance de la Luftwaffe, le Grupul 3 rendit tous ses Ju 87 en vue d'un rééquipement en Fw 190, qui n'aura finalement jamais lieu. Le 20 août, les Soviétiques déferlèrent sur la Roumanie et seul le Grupul 6 fut en mesure d'intervenir, perdant un appareil. Rapidement, les pilotes du 3 rejoignirent ceux du 6, avant le cessez le feu le 23 août 1944.
Le lendemain matin, la Luftwaffe récupéra en urgence un certain nombre de Ju 87 roumains tandis que d'autres tombèrent aux mains des Russes. Pris au dépourvu, les aviateurs roumains rechignent naturellement à combattre leurs homologues allemands et réciproquement, mais cette trêve ne dura pas : le 25 août 1944, la Roumanie déclara la guerre à l'Allemagne. Les Ju 87 saisis par les Soviétiques sont alors repeints avec des cocardes en lieu et place des traditionnelles croix de mêmes couleurs. Le 28, ces Stuka alliés frappèrent des barges sur le Danube mais les pièces de rechange commençaient déjà à manquer. Le mois suivant, les deux Grupul fusionnèrent pour former le 3/6, avec sans surprise, une majorité d'anciens pilotes du Grupul 6 qui contrairement à ceux du 3, avaient moins eu maille à partir face aux Russes. Le changement de couleur sur un avion présent à l'est depuis le début ne manqua pas non plus d'amener quelques situations ubuesques. Ainsi le 10 septembre, deux Ju 87 à la cocarde furent endommagés par des tirs « amis » de la DCA russe. Le 17 novembre, des Ju 87 roumains prirent pour cible un aérodrome quand des La-5 soviétiques les interceptèrent. Les pilotes eurent beau faire des signes d'identification, rien n'y fit et un Ju 87 fut descendu en flammes tandis que les autres se posèrent en urgence.
Côté missions, les quelques Ju 87 roumains restants (moins d'une dizaine opérationnels) épaulèrent les Russes dans leurs opérations terrestres sur le front ukrainien. Les frappes se concentrèrent sur la Wehrmacht et l'armée hongroise et plusieurs avions tombèrent sous l'artillerie anti-aérienne de leurs anciens alliés. Le 13 janvier 1945, les Ju 87 effectuent avec succès des attaques sur des ponts du Danube à Budapest. L'une des dernières missions se concentrera sur des positions fortifiées aux alentours de Zvolen en Slovaquie le 25 février, mais toujours avec un nombre extrêmement limité d'appareils (cinq ou six). En mars, la Luftwaffe n'est plus présente dans le secteur et les bombardiers peuvent opérer sporadiquement plus librement. Mais la Flak demeurait toujours dangereuse et le dernier Ju 87D fut perdu le 29 avril 1945 en Bohême. Aucun Ju 87 roumain ne fut conservé après la guerre.

#### Hongrie
À l'instar des Roumains, les Hongrois souhaitèrent également l'achat de 20 Stuka en 1940. Contrairement aux premiers, la demande ne fut pas rejetée d'emblée, bien qu'aucune date de livraison ne fut donnée. Les premières machines n'arrivèrent que lors de l'hiver 41-42, à savoir quatre vieux Ju 87A destinés à l'entraînement, auxquels s'ajoutèrent huit « Bertha » quelque temps plus tard. L'affaire en resta là pour l'année, une livraison de 26 avions supplémentaires ayant même été annulée en mai 1942 (Hitler avait une piètre opinion des pilotes hongrois). Les choses se décantèrent en septembre de la même année quand deux escadrons de bombardement hongrois - jusqu'ici équipés de Caproni Ca 135 - passèrent sur Ju 88 pour l'un, sur Ju 87 pour l'autre. Début 1943, les treize premiers « Dora » furent versés à la Hongrie au sein du 102/2 escadron de bombardier en piqué.
Affecté au secteur centre, les Ju 87 effectuèrent leur première mission le 3 août 1943 contre un imposant campement de partisans dans une forêt près de Briansk. L'unité retourna immédiatement après au sud et se plaça sous commandement du II./StG 77, pour opérer en soutien aux troupes et la retraite de Kharkov qui s'ensuivit. Le 8 octobre, le 102/2 compléta sa 1000e sortie. 200 de plus seront réalisées avant le retour du groupe en Hongrie après 810 t de bombes larguées ainsi que deux La-5 et un P-39 abattus. Les chiffres diffèrent quant aux pertes, allant de 8 à 21 appareils. Les appareils restants retournèrent à la Luftwaffe tandis que les équipages hongrois complétaient leurs effectifs.
L'entraînement des nouveaux équipages débuta en mars 1944, renforcé en mai par l'arrivée de douze Ju 87D-5 pour parachever la formation. Sous sa nouvelle désignation 2/2, l'escadron rejoignit ensuite le III./SG 77 à Kuniow en Pologne le 16 juin. De là, l'unité se retrouva directement sur le chemin des Soviétiques lors de leur offensive de l'été 1944, et sur le pied de guerre à partir du 30, soit une semaine après le début de l'attaque. Les mois suivants, le groupe déménagea plusieurs fois, non sans avoir encore mené 50 missions, perdant 5 des 12 Stuka, avant le retour au pays en septembre 1944. Le 12 octobre, la plupart des « Dora » finirent détruits au sol sous les tirs de P-51 de la 15th Air Force, mettant un point final à l'histoire des Stuka hongrois.

#### Bulgarie
Le pays reçut près de 50 Ju 87, qui ne serviront jamais contre l'URSS. En dépit de son adhésion aux forces de l'Axe le 1er mars 1941, le gouvernement bulgare refusa sa participation à la guerre contre l'Union soviétique. Durant la seconde moitié de 1941, quinze pilotes bulgares s'entraînèrent néanmoins sous la direction de la Luftwaffe. Ils furent ensuite transférés en Italie, afin de gagner en expérience, mais le haut commandement bulgare leur interdit de prendre part à quelconque opération en Méditerranée. Les pilotes rejoignirent ensuite leur pays pour former le noyau du 2d Régiment d'attaque au sol sur PZL.43 polonais.
Il faudra attendre deux ans pour que la Bulgarie reçoive ses premiers Stuka sous la forme d'une douzaine de Ju 87R en deux fois (les 3 août et 6 septembre 1943). Ces appareils servirent principalement pour l'entraînement. De janvier à février 1944, l'Allemagne fournit 32 « Dora » de plus aux Bulgares, qui équiperont le 1er Squadron du 2d Régiment. Ils seront opérationnels durant l'été 1944, opérant principalement contre les unités de partisans et les bastions, aussi bien en Bulgarie que dans la Yougoslavie voisine.
Le 26 août, le pays cessa toute participation aux hostilités, mais l'URSS lui déclara la guerre le 5 septembre. Les troupes bulgares n'offriront aucune résistance et trois jours plus tard, le nouveau gouvernement pro-russe retourna ses armes contre l'Allemagne. Les 21 Ju 87D restants participèrent donc encore à quelques missions contre leur ancien allié fin 1944, au moment de l'évacuation par ce dernier de la Yougoslavie.

#### Slovaquie
La minuscule force aérienne slovaque appuya ses propres troupes dès le début de l'opération Barbarossa, puis s'impliqua dans des missions anti-partisanes de juin 1942 à août 1943. Il lui faudra cependant attendre l'offensive de l'Armée rouge du printemps 1944 désormais aux pieds de la chaîne des Carpates, pour que deux escadrons du pays, no 11 et 12, reçoivent des Ju 87D. Les trois premiers avions livrés serviront cependant au sein d'unités mixtes, aux côtés de bombardiers légers Letov.
En juin 1944, l'escadron 11 disposait de douze Stuka, dont quelques « Bertha » non armés destinés à l'entraînement. Onze autres appareils remis à neuf par Junkers furent livrés en août. À la fin du mois, une insurrection rallia l'ensemble des forces armées du côté des insurgés. Les rares Ju 87 encore opérationnels à cette époque mèneront semble-t-il des frappes et des mitraillages sur des colonnes allemandes. Finalement, un seul Stuka slovaque survivra à la guerre.

#### Croatie
Jusqu'ici semi autonome sous commandement de la Luftwaffe, la force aérienne croate préleva deux escadrons de Do 17 lors de l'hiver 43-44 pour former le noyau d'un nouveau groupe d'attaque. Celui-ci comprenait des Do 17 supplémentaires, une demi-douzaine d'appareils italiens destinés à l'entraînement, ainsi que trois Ju 87R pour la lutte anti-partisane au début du printemps 1944. En juillet, douze autres modèles « R » vinrent s'ajouter au trio original pour former une unité de Stuka indépendante. Deux mois plus tard, le groupe dénommé 1.kr.S.St (1erescadron d'attaque au sol croate) fut transféré en Prusse orientale, afin de débuter les opérations avec la Luftflotte 6.
Intégrés semble-t-il à la SG 9, les Ju 87 croates participèrent aux combats contre les blindés soviétiques avant d'être retirés en décembre 1944. Dans l'ensemble, les détails des opérations restent sommaires. À la mi-octobre, le 1.kr.S.St annonçait quatre Ju 87 opérationnels sur quatorze. En novembre, ces avions furent rendus aux Allemands et n'auront connu finalement qu'un bref séjour aux mains des Croates.

## Aviateurs
- La Luftwaffe doit le Ju 87 avant tout à l'opiniâtreté d'Ernst Udet. L'as de la Grande Guerre fut enthousiasmé par ce qui se faisait de mieux aux États-Unis et importa le concept en Allemagne. Malgré les avis contraires d'anciens pilotes estimant le Stuka trop vulnérable à la DCA, Udet tiendra bon[4] et convaincra Hermann Göring de financer le projet[2]. Comme vu plus haut, Wolfram von Richthofen fera partie des sceptiques avant de se ranger finalement à l'avis d'Udet[8].

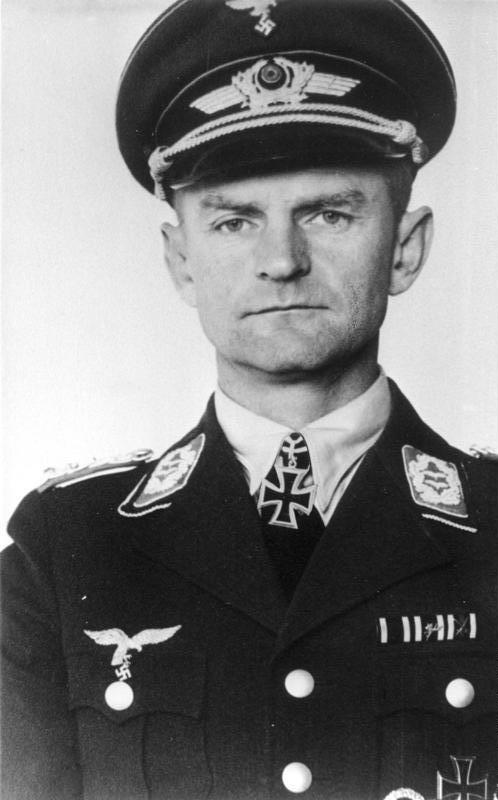
Günter Schwartzkopff fut le premier commandant de la St.G 77 ; grade et décoration furent rajoutés sur la photo post mortem.

- Günter Schwartzkopff, autre vétéran de 14-18 parfois surnommé le « père des Stuka », et son fidèle adjoint Friedrich-Karl Freherr von Dalwigk zu Lichtenfels seront les plus fervents partisans de l'emploi du Stuka. Encouragés par l'expérience espagnole, ils contribueront grandement à la création des unités de Stuka et la formation des pilotes. Malgré leur grade et leur fonction, ils resteront proches de leurs hommes en participant activement à leurs côtés aux missions depuis la campagne polonaise. Schwartzkopff sera abattu pendant la campagne de France, Dalwigk zu Lichtenfels durant la Bataille d'Angleterre. Tous deux membres de la St.G 77, ils recevront la Croix de chevalier à titre posthume[309].

- C'est lors de la campagne de Scandinavie et au sein du St.G 1 que les premiers as sur Stuka se distinguent : Paul-Werner Hozzel, Martin Möbus, Gerhard Grenzel et Elmar Schaefer seront les quatre premiers pilotes à recevoir la croix de chevalier. Seuls Hozzel et Schaefer survivront à la guerre[310].

- Les commandants d'unité Walter Hagen (St.G 1)[311] et Ernst Kupfer (St.G 2) seront récompensés avant tout pour la bonne conduite de leurs unités. Devenu inspecteur, Kupfer contribuera pourtant à privilégier l'emploi du Fw 190 au détriment du Stuka, sans pour autant écarter totalement le Ju 87 des combats. Il périra lors d'un vol d'inspection dans les Balkans en novembre 1943[312].

- Walter Sigel est indissociable du front africain. Pilote de la première heure, il survivra à la catastrophe du 15 août 1939 et sera sérieusement malmené par la chasse française en 1940. Il sera le premier pilote de son escadre (la St.G 3) à recevoir la Croix de chevalier en pleine bataille d'Angleterre, et recevra ultérieurement les feuilles de chêne. Affecté au Front Méditerranéen à partir du printemps 1941, il restera à son poste jusqu'au retrait des forces allemandes d'Afrique début 1943. Promu inspecteur, il se tue dans un accident d'avion au printemps 1944[313].

- L'autrichien Johann Zemsky de la St.G 1, Alwin Boerst de la St.G 2 et le bavarois Alfons Orthofer de la St.G 77 seront parmi les plus populaires de l'arme Stuka. Ces hommes se distingueront par leur témérité et leur sang-froid, ainsi que leur professionnalisme et leurs grandes qualités humaines qui en feront des pilotes très appréciés parmi les hommes qu'ils auront à commander. Aucun d'eux ne survivra à la guerre[314].

- Difficile de parler du Ju 87 sans évoquer Hans-Ulrich Rudel. Hyper actif malgré des débuts difficiles[315], l'as de la St.G 2 doit ses succès considérables à ses nombreuses missions effectuées de façon presque insensée. Il sera le principal initiateur de la version G anti-char[316] dont il savait pleinement tirer parti. D'un tempérament bien trempé, l'homme forçait le respect de ses pairs, mais n'était pas forcément apprécié de tous ses subordonnés[317]. Ses exploits durant le conflit seront quelque peu éclipsés par son militantisme pro-nazi d'après guerre.

- Helmut Mahlke de la St.G 1, Werner Roell de la St.G 77 et Erhard Jähnert (St.G 2 et 3), tous trois porteurs de la Croix de chevalier, survivront à la guerre et vivront assez longtemps pour témoigner par écrit de leur expérience sur Stuka[318]. Mahhias Klütsch, radio-mitrailleur au sein de la St.G 3, tiendra lui un journal relatant les combats et anecdotes en Afrique du Nord[163]. Heinz-Georg Wilhelm Migeod, autre vétéran du désert et décédé en 2010, décrira son dernier vol de guerre, abattu par un P-40 britannique le 11 novembre 1942[319].

- Alois Wosnitza (St.G 77), Theodor Nordmann (St.G 1) et Friedrich Lang (St.G 2 et 1) font partie de la vingtaine de pilotes aux 1 000 missions, soit deux fois plus que les as de la Luftwaffe, plus célèbres. Nordmann se tuera lors d'une collision aérienne en janvier 1945[320] tandis que Wosnitza sera gravement blessé peu avant la fin de la guerre [321].

- Parmi la jeune génération figure Egbert Jaeckel, qui outre ses nombreux succès au sol (notamment contre les navires), avait tendance à engager son Stuka contre les chasseurs ennemis. Il en abattra d'ailleurs 12 avant de périr en pleine bataille de Koursk[322]. Anton Korol entra dans la Luftwaffe en 1941 et finira à la tête d'une escadrille anti-chars et 99 blindés détruits avec le Ju 87G[264]. D'abord mécanicien, Heinz Meyer passera lui dans le personnel volant en février 1943. Excellent pilote, il détruira 40 chars, 100 véhicules… et sera parmi les derniers de l'arme Stuka à recevoir la Croix de chevalier[323]. Ces trois pilotes appartenaient à la St.G 2 « Immelmann ».

Notes : 15 radio-mitrailleurs de Stuka seront également décorés de la Croix de chevalier pour leurs nombreuses missions partagées avec leurs pilotes. Beaucoup d'équipages mourront après la guerre d'une crise cardiaque à la suite des nombreux piqués effectués lors des missions.

## Un avion controversé?
Il est généralement admis dans l'opinion que le Ju 87 était une « proie facile », un « tigre de papier », uniquement efficace sans opposition aérienne. La réalité semble toutefois plus nuancée.
Acquérir la supériorité aérienne requiert une opposition quasi inexistante. Or, excepté dans les premiers mois de la guerre et dans les Balkans, la Luftwaffe n'a jamais acquis la supériorité aérienne. Les scores des pilotes allemands demeuraient certes plus élevés que ceux de leurs adversaires, mais l'opposition alliée dans les airs était bien là, et toujours plus grandissante, quel que soit l'adversaire. Comment expliquer alors qu'un avion supposé « facile à abattre » ait été maintenu au front jusqu'en mai 1945, tout comme le nombre très élevé de missions de nombreux pilotes à son bord ?
Certes moins maniable et plus lent qu'un chasseur, l'avion de Junkers manœuvrait en réalité suffisamment bien pour se défendre en cas d'attaque. Face à une poignée de chasseurs, un groupe de Ju 87 esseulés pouvait répliquer, comme ce fut le cas en France en mai 1940. La première victoire de la Seconde Guerre mondiale fut d'ailleurs obtenue par un Ju 87 en Pologne. La faible vitesse du bombardier pouvait également s'avérer être un atout : un chasseur ennemi qui essayait de réduire sa vitesse pour l'aligner sur celle du Stuka risquait de décrocher et de percuter le sol. Mais, le plus gros point fort de la machine résidait dans sa très grande robustesse. De par sa fonction, l'avion était solidement bâti pour supporter les piqués, et pouvait tout aussi bien encaisser durement les tirs de tout calibre et continuer à voler, même criblé d'impacts de balles et d'obus,. Dans les faits, bon nombre d'entre eux sont parvenus à rentrer à leur base sérieusement endommagés, alors qu'ils étaient considérés abattus dans le camp adverse.

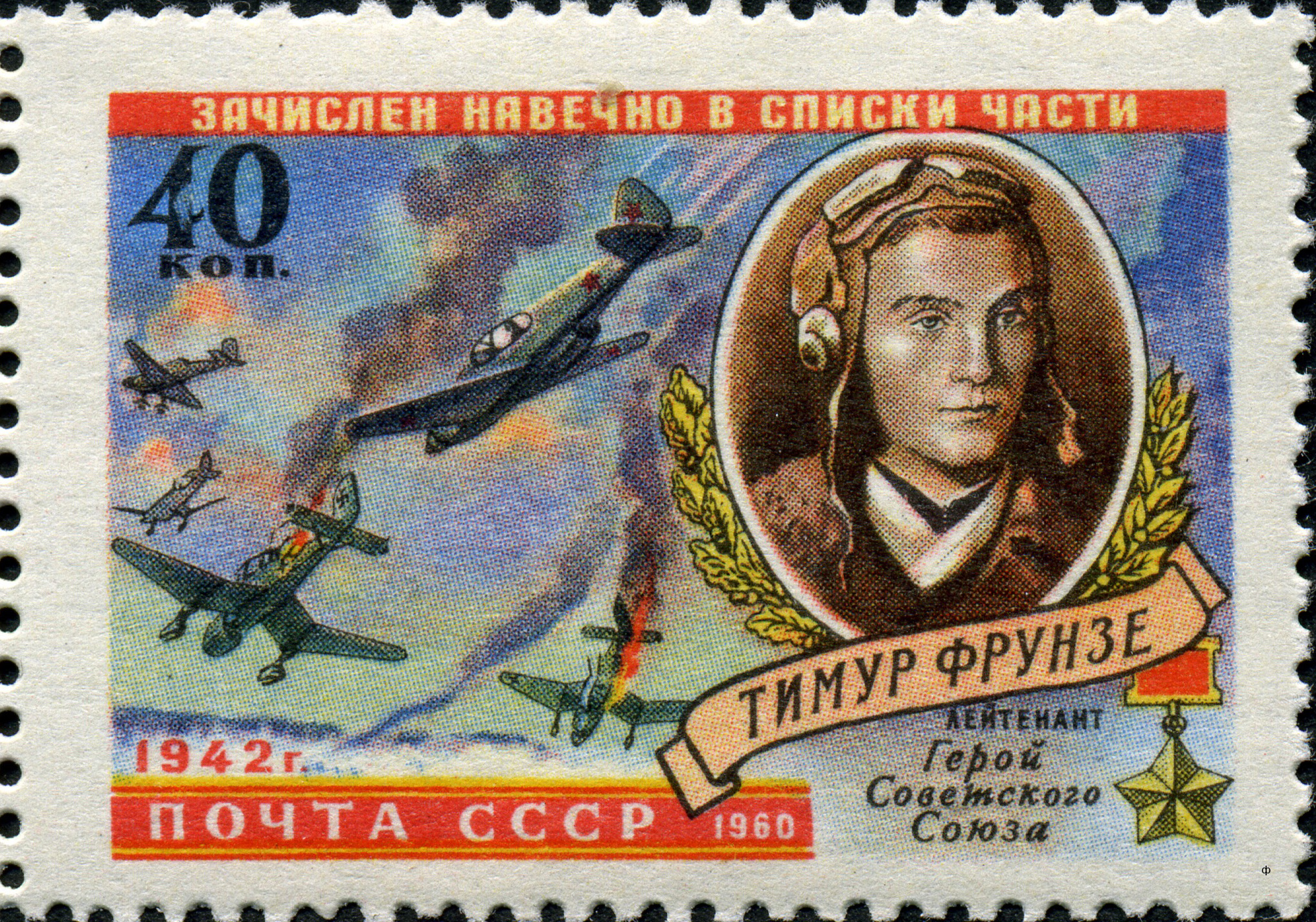
Timbre soviétique de 1960, d'une valeur de 40 kopecks, représentant le pilote soviétique Timur Mikhailovich Frunze lors de son dernier combat contre des Ju 87 Stuka, le 19 juillet 1942. Il fut déclaré, à titre posthume, Héros de l'Union soviétique et reçut lOrdre de Lénine.

Les nombreuses pertes lors de la courte bataille de France s'expliquent par le fait que les pilotes français attaquaient très souvent en groupes, avec parfois plusieurs chasseurs tirant sur un même et seul adversaire (voir victoire aérienne). Or, quelle que soit sa solidité, un avion peut difficilement résister aux coups de plusieurs assaillants. Loin d'être balayée comme très souvent écrit, la chasse française était bien présente en 1940 et les chasseurs allemands pas toujours sur zone pour couvrir efficacement les Ju 87, qui pouvaient plier sous le poids du nombre. Les 120 Stukas perdus au cours de cette campagne le furent également au prorata des 8 500 missions effectuées, ce qui donne finalement un taux de pertes de moins de 2 %.
Les Britanniques, eux, possédaient un joker de taille avec Ultra. Grâce à ce système de renseignements, la Royal Air Force pouvait coordonner ses interceptions et guider un maximum de chasseurs britanniques sur leurs adversaires, d'où les nombreuses pertes parmi les unités de Stukas en août 1940. Ultra étant secret à l'époque et donc inconnu du grand public, c'est la relative faiblesse du Ju 87 qui fut à l'époque mise en avant dans l'imagination collective (et encore aujourd'hui). Cet appareil était avant tout conçu pour l'offensive, à savoir appuyer les troupes et les blindés au sol. Or, la Grande-Bretagne est entourée par la Manche et ne peut évidemment pas laisser passer fantassins et véhicules de manière conventionnelle. L'arrêt de l'emploi du bombardier en piqué allemand dans la bataille d'Angleterre tenait plus de ces facteurs et de la bonne organisation de la RAF qu'aux défauts de l'appareil en lui-même.
Côté soviétique, l'opposition était présente, en très grand nombre, et semblait avoir des ressources inépuisables (les nombreuses victoires allemandes en attestent). Mais la chasse soviétique était peu organisée et sans guidage adéquat pour attaquer massivement. C'est surtout la longueur de la campagne tout comme celle d'Afrique du Nord qui usa l'arme Stuka. Le Ju 87 possédait des qualités indéniables malgré son obsolescence, et aura été utilisé jusqu'au bout par la Luftwaffe.

## Pays utilisateurs
- Reich allemand
- Royaume d'Italie
- Royaume de Roumanie
- Royaume de Bulgarie
- Royaume de Hongrie
- État indépendant de Croatie
- Slovaquie

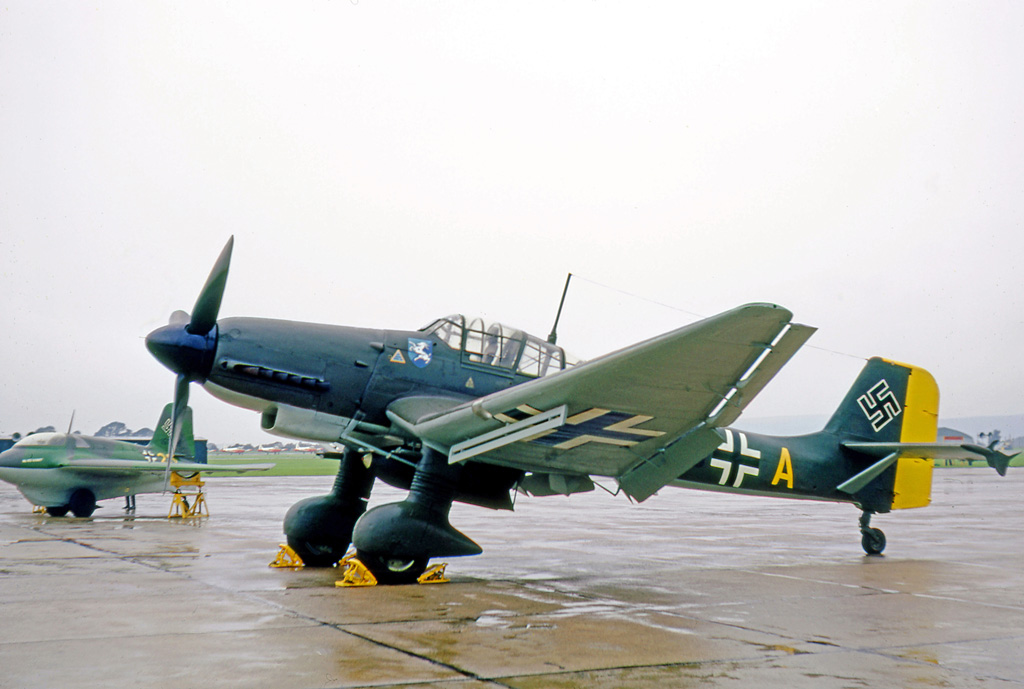
L'un des deux Ju 87 survivants photographié ici en 1970 avec en arrière-plan un Me 163. Cet appareil est actuellement au Royal Air Force Museum au nord de Hendon et fut prêté en 1967 pour tourner dans le film La Bataille d'Angleterre mais il ne fut finalement pas utilisé par le réalisateur, se décidant finalement pour l'utilisation d'une maquette.

- Empire du Japon : un avion acheté en 1940 pour des tests puis exposé dans un musée ; détruit lors d'un bombardement américain[335].
- Royaume-Uni : avions capturés, utilisés avant et après la guerre.
- États-Unis : un seul avion capturé, utilisé en Tunisie en 1943. Détruit lors d'un crash peu après.
- République fédérative socialiste de Yougoslavie : avions capturés, utilisés après la guerre.
- Tchécoslovaquie : avions capturés utilisés après la guerre.

## Dans la culture populaire

### Films
Le Ju 87 est présent dans de nombreux films de guerre tournant autour de la Seconde Guerre mondiale ou d'autres conflits auxquels l'avion a participé tels que La bataille d'Angleterre, Les Insurgés, Stalingrad (2001), B17, la forteresse volante, Tali-Ihantala 1944, Dunkerque, Capitaine Corelli, Gernika, Les Canons de Navarone, Stalingrad (2013), Hannibal Lecter : Les Origines du mal.
Dans le film SS Représailles, on peut voir le personnage du Lt-Col Herbert Kappler (interprété par Richard Burton) manipuler une maquette d'un Ju 87.
Une épave d'un Ju 87 est visible dans le film La Bataille de Tobrouk.

### Séries télévisées et anime
Un Ju 87 apparaît également dans la série télévisée Star Trek: Enterprise. Il apparaît également dans l'anime Shūmatsu no Izetta.

### Effet sonore
Le son caractéristique de la sirène du Ju 87 lors du piqué est souvent utilisé comme effet dramatique dans des scènes faisant appel à n'importe quel avion (par exemple dans le film Octopussy). Par ailleurs, il n'est pas rare d'entendre ledit son dans des reportages montrant des Ju 87 de l'époque en action, sans savoir s'il fut rajouté en post-production ou non.

### Jeux vidéo
Le Ju 87 peut être joué dans les jeux Sudden Strike 4, Warthunder, Battlefield 1942, Battlefield V, World of Warplanes, IL-2 Sturmovik: Cliffs of Dover, IL-2 Sturmovik: Birds of Prey, Air Conflicts: Secret Wars, hell let loose.

## Traductions
1. ↑  « The French defenders, deafened by constant explosions, buffeted by shock waves and intimidated by the howling of the dive bomber's engines and the shrieking of the "Trumpets of Jericho", were quickly reduced to impotence. Much of the effect was, of course, psychological, but it took a heavy toll of fighting efficiency, especially against the French second-line troops. ».
2. ↑  « The Ju 87 became a decisive weapon during the Blitzkrieg against Poland, Norway, the Benelux countries and France. When one considers its string of successes up to the conclusion of operations in the west, the Stuka was without a doubt the most economical weapon in use up to that time. The Stuka's negative effect on enemy morale was also of considerable value and should be taken into account, achieved by installing a siren in the engine radiator or on the landing gear just under the bend in the wing. There must be many former soldiers of the Second World War whose ears still rising with the howl of a Stuka making an attack dive. ».